# Emmeline Pankhurst
Emmeline Pankhurst, nata Goulden (Manchester, 15 luglio 1858 – Hampstead, 14 giugno 1928), è stata un'attivista e politica britannica che guidò il movimento delle suffragette del Regno Unito, aiutando le donne ad ottenere il diritto di voto, fu anche membro dell’ordine della Penna bianca.
Nel 1999 la rivista statunitense Time proclamò Pankhurst come una delle "persone più importanti del XX secolo" affermando che ella "ha modellato un'idea di donna per il nostro tempo, ha scosso la società in un nuovo modello da cui non ci sarebbe stata più possibilità di tornare indietro". All'epoca fu ampiamente criticata per le sue aggressive tattiche di militantismo e gli storici non si trovano ancora d'accordo sulla misura della loro effettiva efficacia e portata, ma il suo lavoro venne riconosciuto come un elemento cruciale per il raggiungimento del suffragio femminile in Gran Bretagna.
Nata a Moss Side, Ward di Manchester da genitori politicamente attivi, Pankhurst venne presentata all'età di 14 anni al movimento per il suffragio femminile. Il 18 dicembre del 1879 si sposò con Richard Pankhurst, un barrister di 25 anni più anziano che sosteneva il diritto di voto per le donne. Ebbero cinque figli nei seguenti dieci anni. Sostenne le sue attività al di fuori dell'ambito domestico fondando nel 1898 la "Franchise Woman's League" riuscendo a coinvolgervi un gran numero di donne e sostenendo il suffragio sia per le donne sposate sia per quelle nubili.
Quando nel 1903 questa prima organizzazione si sciolse cercò di aderire al "Partito laburista indipendente" attraverso la sua amicizia con l'esponente del socialismo Keir Hardie, ma le venne inizialmente rifiutata l'adesione dal ramo locale del partito a causa del suo essere donna. Mentre lavorò come Board of guardians (guardiano amministrativo legale per le classi povere) rimase scioccata dalle dure condizioni che incontrò nelle workhouses ("case di lavoro") del circondario di Manchester.
Nel 1903, cinque anni dopo la morte del marito, fondò la Women's Social and Political Union (WSPU), un'associazione per la promozione del suffragio femminile dedicata ad "azioni, non parole". Il gruppo si autoidentificò come indipendente da - e spesso in opposizione a - i partiti politici esistenti; divenne presto noto per la sua ricerca di scontri fisici: i suoi membri frantumavano le finestre e aggredivano i funzionari pubblici. Pankhurst, le sue tre figlie e altri attivisti del WSPU ricevettero ripetute sentenze di condanna da scontare in prigione dove organizzarono uno sciopero della fame in segno di protesta.
Quando la più grande delle figlie, Christabel Pankhurst, prese in mano la direzione esecutiva del WSPU, l'antagonismo tra il gruppo e il governo crebbe ancora di più; alla fine il gruppo adottò anche l'incendio come segno di protesta spingendo le organizzazioni più moderate a parlar male della famiglia Pankhurst.
Nel 1913 vennero espulsi alcuni membri illustri dell'associazione, fra cui le figlie di Pankhurst Adela Pankhurst e Sylvia Pankhurst; Emmeline ne fu talmente infuriata da dare ad Adela un biglietto da 20 sterline e una lettera di presentazione indirizzata ad alcune suffragiste australiane, insistendo perché emigrasse. Adela rispettò la sua volontà e la rottura con la famiglia non fu mai più risanata.
Sylvia si avvicinò poi al socialismo.
Con l'avvento della prima guerra mondiale Emmeline e Christabel dichiararono immediatamente l'arresto temporaneo dell'attivismo militante sostenendo la posizione del governo di Sua Maestà contro il "pericolo tedesco". Entrambe iniziarono a invitare le donne a sostenere la produzione industriale e a incoraggiare i giovani a combattere, divenendo figure di spicco all'interno del movimento patriottico delle "piume bianche".
Nel 1918 la "Representation of the People Act 1918" concesse il diritto di voto a tutti gli uomini di età superiore ai 21 anni e alle donne di età superiore ai 30. Questa discrepanza mirava a garantire che gli uomini non diventassero elettori di minoranza in conseguenza dell'enorme numero di decessi avvenuti nel corso della prima guerra mondiale.
Nel novembre del 1917 Pankhurst trasformò la macchina organizzativa del WSPU nel "Women's Party", dedicato alla promozione della parità femminile all'interno della vita pubblica. Negli anni seguenti ebbe modo di preoccuparsi di ciò che percepiva come la minaccia incombente del bolscevismo e conseguentemente si unì al Partito Conservatore. Fu scelta come candidata conservatrice del distretto londinese di Stepney nel 1927.
Morì il 14 giugno del 1928, solo alcune settimane prima che la rappresentanza del governo conservatore allargasse il diritto di voto a tutte le donne di età superiore ai 21 anni, il 2 luglio, durante il "Representation of the People (Equal Franchise) Act 1928". Fu commemorata due anni dopo con una statua posta all'interno dei Victoria Tower Gardens.

## Origini familiari e nascita

Pankhurst si sentì sempre strettamente collegata all'evento della presa della Bastiglia, raffigurata qui in un dipinto del 1789 di Jean-Pierre Houël, dal momento che credeva che il suo compleanno cadesse proprio il 14 di luglio.

Emmeline Goulden nacque il 15 luglio 1858 nel sobborgo di Moss Side a Manchester. Anche se il suo certificato di nascita dichiara diversamente, lei sosteneva che il suo compleanno cadesse un giorno prima, ovvero nel giorno dell'anniversario della presa della Bastiglia. La maggior parte delle biografie a lei dedicate, comprese quelle scritte dalle sue figlie, ripetono questa affermazione.
Sentendo una forte parentela spirituale con le donne nella rivoluzione francese che attaccarono la Bastiglia, nel 1908 dichiarò: "ho sempre pensato che il fatto di essere nata in quel giorno abbia avuto una qualche influenza sulla mia vita". La ragione della discrepanza rimane a tutt'oggi poco chiara.
La famiglia dove nacque era immersa nell'agitazione politica da intere generazioni. Sua madre, Sophia Jane Craine (1833 o 37-1910), apparteneva al gruppo etnico dei "Manx" dell'isola di Man e contò tra i suoi antenati uomini accusati di disordini e di calunnie sociali. Nel 1881 l'isola fu il primo paese a concedere alle donne il diritto di voto nelle elezioni nazionali.
Suo padre, Robert Goulden (nato nel 1830), proveniva da una modesta famiglia di commercianti di Manchester con un proprio "background" di attività politica; sua madre operò con la "Anti-Corn Law League" (movimento finalizzato all'abolizione delle leggi impopolari sul mais), mentre suo padre fu presente al Massacro di Peterloo quando la cavalleria caricò contro la folla che chiedeva la riforma elettorale provocando 11 morti tra i manifestanti.
Il loro primo figlio morì all'età di 2 anni; i Goulden diedero alla luce altri 10 figli, di cui Emmeline era la più anziana tra le cinque sorelle; la più giovane era Eva Gertrude Goulden (nata nel 1874). Poco dopo la nascita di Emmeline la famiglia si trasferì a Seedley, Pendleton (Greater Manchester), nella periferia del distretto di Salford, dove suo padre aveva messo su una piccola impresa. Goulden fu attivo nella politica locale che serviva da diversi anni al consiglio municipale. Fu anche sostenitore entusiasta di organizzazioni come la "Manchester Athenaeum" e la "Dramatic Reading Society". Per diversi anni possedette un teatro a Salford dove interpretò i ruoli principali in svariate opere di William Shakespeare. Emmeline assorbì l'apprezzamento della drammaturgia teatrale introiettata dal padre e la utilizzò più tardi anche nell'attivismo sociale.

## Infanzia

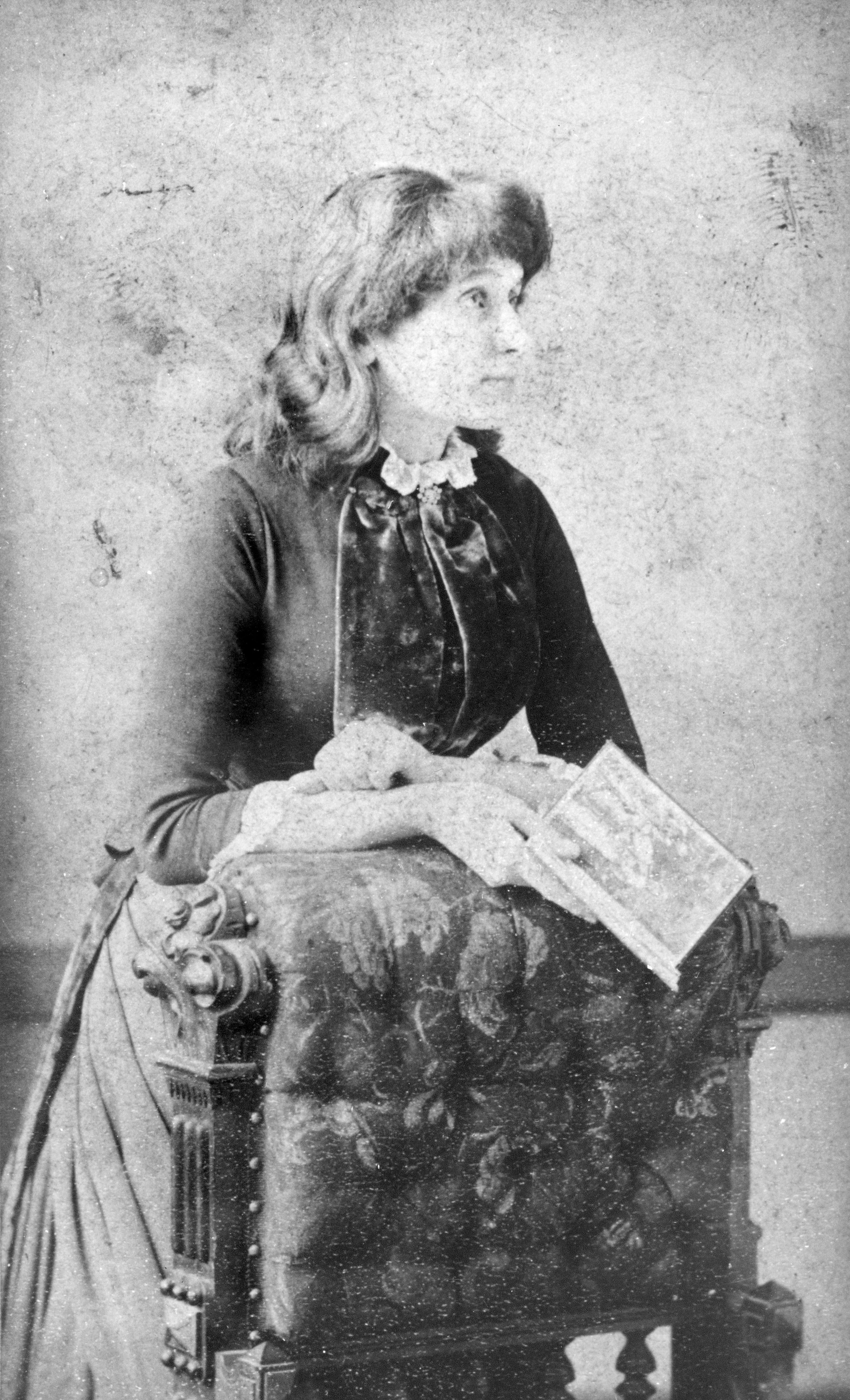
Emmeline nel 1870 circa.

I Goulden aprirono presto le porte dell'attivismo sociale ai figli; come membro del movimento per l'abolizionismo negli Stati Uniti d'America, Goulden accolse l'abolizionista statunitense Henry Ward Beecher quando questi visitò Manchester. Sophia Jane Goulden usò il romanzo La capanna dello zio Tom - scritto nel 1852 dalla sorella di Beecher Harriet Beecher Stowe - come fonte regolare di storie e racconti durante le feste dei figli e delle figlie. Nella sua autobiografia nel 1914, My Own Story, Emmeline rammentò di aver visitato in giovane età un bazar che raccoglieva fondi da devolvere agli schiavi appena liberati negli Stati Confederati d'America.
Emmeline cominciò a leggere libri fin da piccola, secondo una fonte già dall'età di tre anni. Lesse interamente l'Odissea all'età di nove anni e apprezzò le opere di John Bunyan, in particolare la sua storia intitolata Il pellegrinaggio del cristiano del 1678. Un altro dei suoi libri preferiti fu il trattato di Thomas Carlyle in tre volumi "The French Revolution: A History"; in seguito disse di quell'opera: "rimase per tutta la mia vita una fonte d'ispirazione".
Nonostante il suo avido consumo di libri ad Emmeline tuttavia non vennero concessi i vantaggi educativi di cui i suoi fratelli maschi godettero. I genitori pensavano che le ragazze avessero maggiormente bisogno d'imparare l'arte "di rendere attraente la casa" assieme alle altre abilità desiderate dai potenziali mariti. I Goulden deliberarono attentamente sui piani futuri per l'educazione dei loro figli, ma si aspettavano che le figlie sposassero presto dei giovani benestanti che le sollevassero dal lavoro retribuito.
Anche se sostenevano il suffragio femminile e l'avanzamento generale delle donne all'interno della società civile, i Goulden credettero le loro figlie come del tutto incapaci di poter raggiungere gli stessi obiettivi dei loro coetanei maschi. Una sera, mentre suo padre entrò nella sua camera da letto, un'Emmeline febbricitante ed insonnolita lo sentì fermarsi e dire: "peccato che non sia nata maschio".

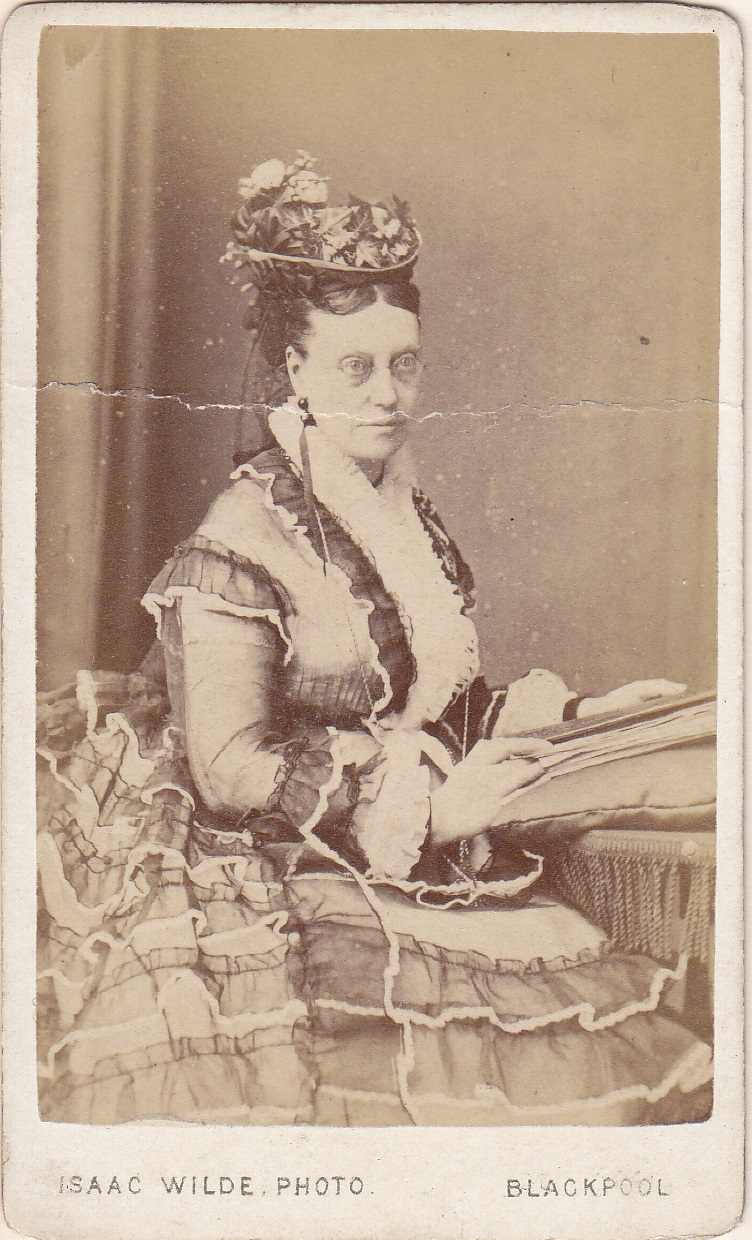
La suffragetta Lydia Becker costituì un'influenza politica precoce su Pankhurst e potrebbe essere stata anche innamorata di Richard Pankhurst.

Fu attraverso l'interesse dei genitori verso il suffragio delle donne che Emmeline venne introdotta per la prima volta all'argomento. Sua madre riceveva e leggeva regolarmente il Women's Suffrage Journal ed Emmeline divenne un'affezionata ammiratrice della redattrice Lydia Becker. All'età di 14 anni, tornò a casa prima da scuola per poter accompagnare la madre ad una riunione pubblica sui diritti di voto femminili e, dopo aver appreso della presenza di Becker, insistette per potervi partecipare. Emmeline rimase letteralmente affascinata dal discorso di Becker e scrisse più tardi: "ho lasciato quell'incontro come suffragetta consapevole e inveterata".
Un anno dopo si recò a Parigi per frequentare l'École normale supérieure di Neuilly-sur-Seine; l'istituto metteva a disposizione degli allievi lezioni di chimica e contabilità oltre alle tradizionali arti femminili come il ricamo. Sua compagna di stanza fu Noémie, figlia del marchese Henri Rochefort, prigioniero in Nuova Caledonia per il sostegno da lui dato alla Comune di Parigi; le ragazze condivisero i racconti dei loro rispettivi genitori sugli sfruttamenti politici e mantennero una forte amicizia che durò moltissimi anni.
Emmeline rimase talmente appassionata dall'esperienza della scuola e dell'amicizia con Noémie che dopo aver ottenuto il diploma (1877) tornò al collegio scolastico con la sorella minore Mary come sua tutrice personale. Noémie sposò un pittore svizzero e trovò rapidamente un marito francese adatto per la sua cara amica inglese; quando Robert Goulden rifiutò di offrire una dote per sua figlia, l'uomo ritirò rapidamente la propria offerta di matrimonio ed Emmeline fece ritorno a Manchester depressa ed infelice.

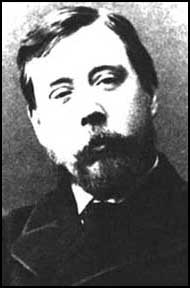
Richard Pankhurst raccolse per prima volta lo sguardo di Emmeline Goulden quando spiò la sua "bella mano" mentre stava aprendo la porta di un taxi dopo aver partecipato ad una riunione pubblica, nel 1878.

## Matrimonio e famiglia
Nell'autunno del 1878, all'età di 20 anni, Emmeline Goulden incontrò per la prima volta ed iniziò un corteggiamento con Richard Pankhurst, un barrister che sosteneva da anni il suffragio delle donne e altre cause, tra cui la libertà di parola e la riforma dell'istruzione. Richard aveva 44 anni quando s'incontrarono e aveva fino ad allora scelto di rimanere un accademico per poter servire meglio i suoi clienti. Il loro affetto reciproco fu potente ma la felicità della coppia venne minata dalla morte della madre di lui l'anno seguente. Sophia Jane Goulden cercò di rimproverare la figlia per essersi gettata troppo velocemente tra le braccia di Richard, esortandola - senza alcun successo - a dimostrare una maggior indifferenza.

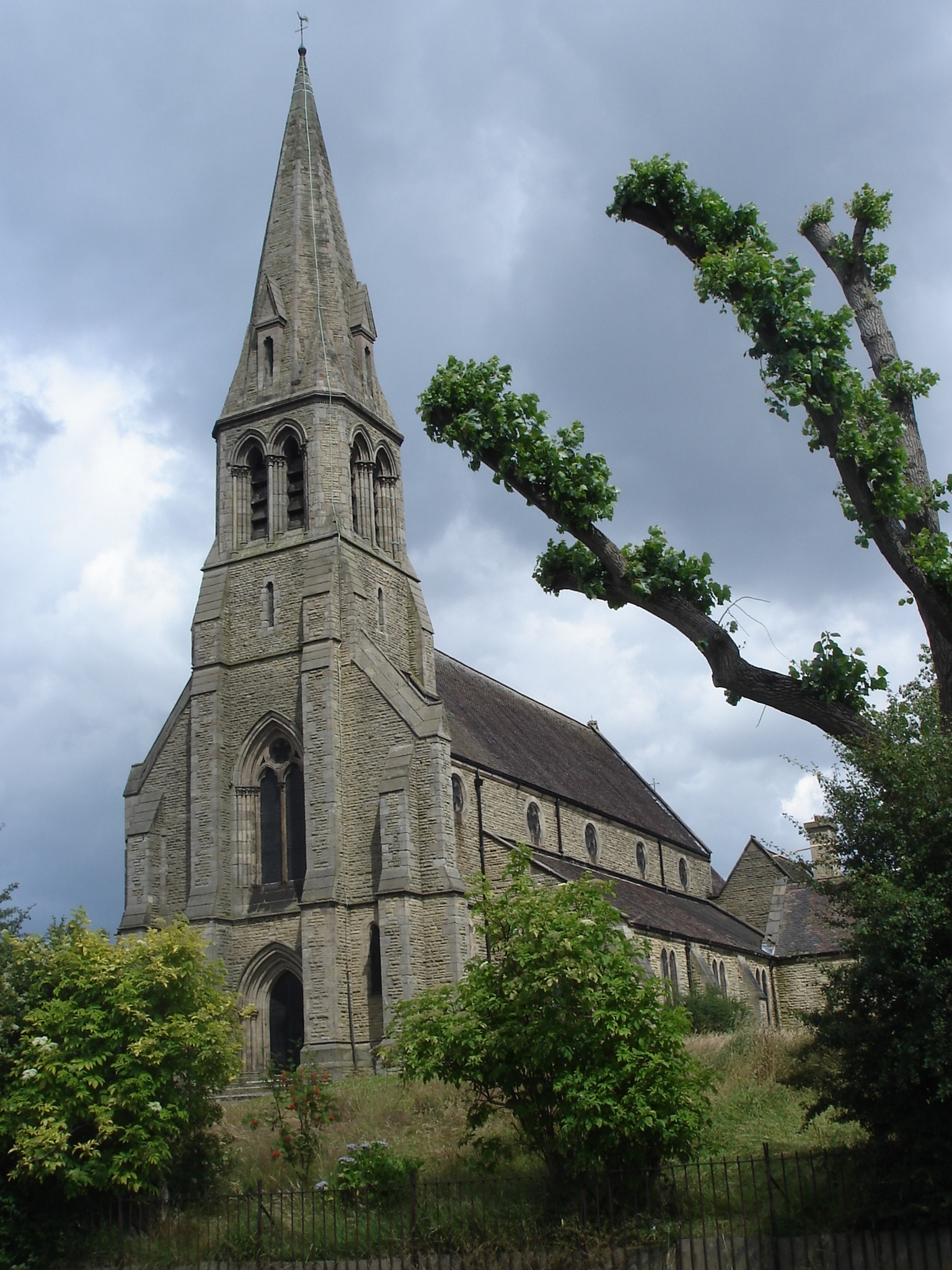
La "St Luke's church" di Pendleton (Salford) dove Richard ed Emmeline contrassero il matrimonio.

Emmeline suggerì a Richard di evitare le formalità legali del matrimonio rientrando in una "libera unione" (una convivenza), ma egli oppose come motivazione il fatto che lei sarebbe stata esclusa dalla vita politica in quanto donna non sposata. Ebbe ad osservare che la sua collega Elizabeth Wolstenholme aveva dovuto affrontare la condanna sociale prima di formalizzare il proprio matrimonio con Ben Elmy. Emmeline sembrò d'accordo e così si sposarono nella chiesa di San Luca a Pendleton il 18 dicembre 1879.
Durante gli anni ottanta dell'800 vivendo al Cottage Goulden a Seedley assieme ai suoi genitori, Emmeline Pankhurst si prese cura del marito e dei figli, riuscendo comunque a dedicare del tempo alle attività politiche. Pur dando alla luce cinque figli in dieci anni, sia lei che Richard credettero sempre di non essere delle "macchine domestiche". Venne infatti assunta una balia poiché Pankhurst cominciava a lasciarsi coinvolgere nelle attività della "Women's Suffrage Society".
La primogenita Christabel Pankhurst nacque il 22 settembre 1880, meno di un anno dopo dalla data del matrimonio. Nacquero poi Estelle Silvia Pankhurst il 5 maggio 1882 e Francis Henry, soprannominato Frank, nel 1884. Subito dopo Richard abbandonò il Partito Liberale, cominciando ad esprimere opinioni più radicali e socialiste e arrivando a sostenere un caso in tribunale contro ricchi uomini d'affari. Queste azioni non fecero altro che suscitare l'ira di Robert Goulden e l'umore in casa si fece teso. Nel 1885 i Pankhurst decisero di trasferirsi a Chorlton-on-Medlock dove nacque Adela Pankhurst il 19 giugno 1885. Quindi, l'anno seguente si trasferirono a Londra dove Richard si candidò senza successo alle elezioni per il Parlamento del Regno Unito; qui, aprì un piccolo negozio di tessuti chiamato "Emerson and Company".

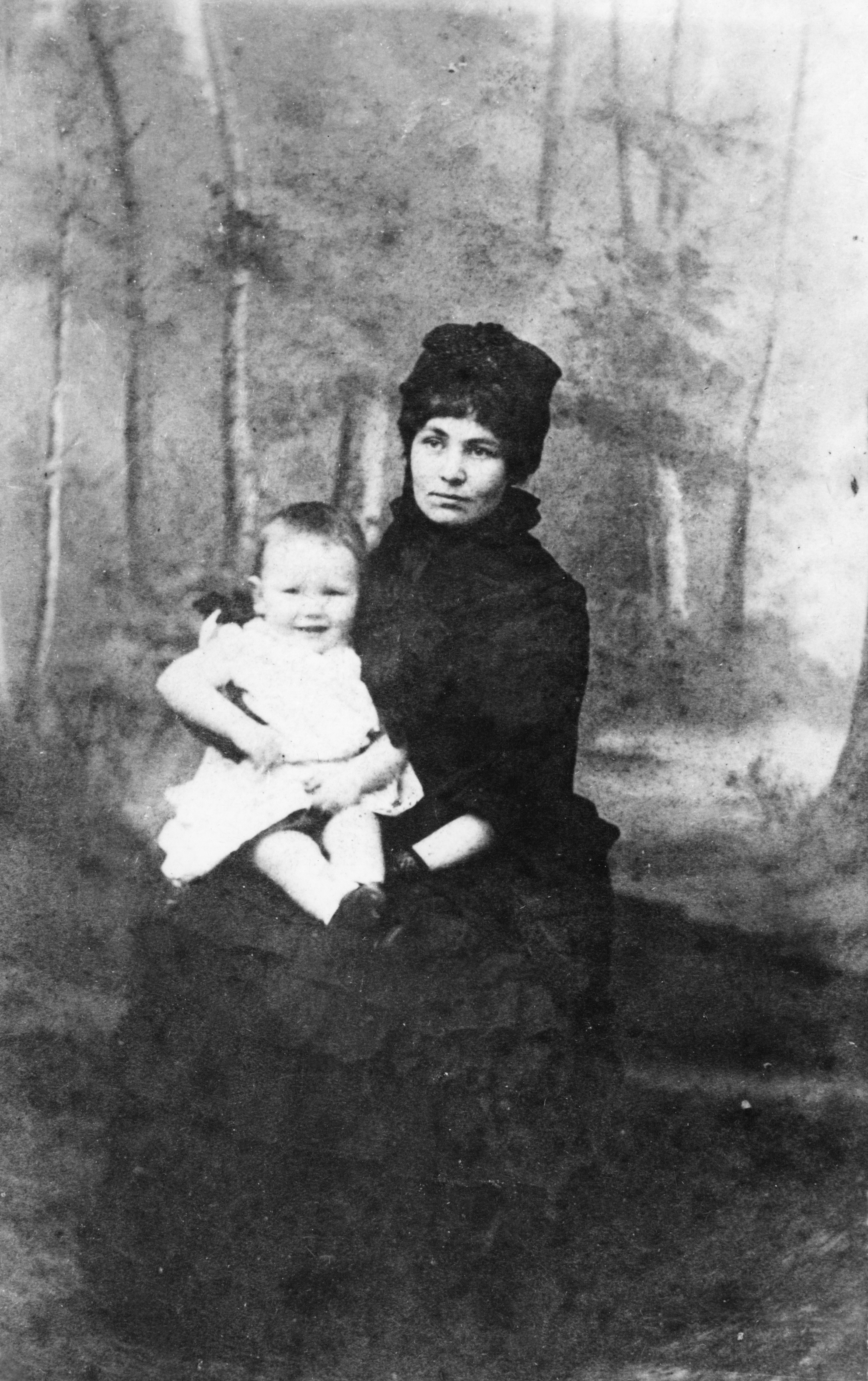
Emmeline con il figlio Henry nel 1890.

Nel 1888 Francis contrasse la difterite e morì l'11 settembre a quattro anni. Sopraffatta dal dolore Pankhurst fece commissionare due ritratti del bambino ma non riuscendo a guardarli li nascose dentro un armadio della camera da letto. La famiglia giunse alla conclusione che un difetto di drenaggio sottosuperficiale sul retro della casa aveva causato la malattia del figlio; Pankhurst accusò le cattive condizioni del quartiere e la famiglia si trasferì ancora in un distretto di ceto medio più ricco di Russell Square. Presto rimase nuovamente incinta e dichiarò che il bambino era un "Frank ritornato": il 7 luglio 1889 diede alla luce Henry Francis, così chiamato in onore dil suo fratello defunto.
Pankhurst rese la casa di Russell Square un centro di ritrovo attirando attivisti di tutti i tipi. Ebbe il piacere di decorare la casa a suo gusto, specialmente con mobili provenienti dal continente asiatico e facendo indossare a tutti i membri della famiglia abiti ricercati. La figlia Sylvia scrisse: "la bellezza e l'appropriatezza nei vestiti e negli appuntamenti familiari le sembravano sempre un elemento indispensabile per poter svolgere un buon lavoro pubblico".
I Pankhurst ospitarono diverse personalità tra cui l'esponente dell'abolizionismo americano William Lloyd Garrison, il deputato indiano Dadabhai Naoroji, gli attivisti del socialismo Herbert Burrows (1845 –1922) e Annie Besant (1847 –1933) (la fondatrice dell'Ordine mistico del tempio della rosacroce) e il membro dell'anarchismo francese Louise Michel (1830–1905).

## Women's Franchise League
Nel 1888 la prima coalizione a livello nazionale di gruppi che sostenevano il diritto di voto delle donne, la "National Society for Women's Suffrage" (Società Nazionale per il Suffragio delle Donne - NSWS), si divise dopo che la maggioranza dei membri decise di accettare anche le organizzazioni affiliate a partiti politici. A questa decisione alcuni dirigenti del gruppo, tra cui Lydia Becker e Millicent Garrett Fawcett, fuoriuscirono dall'associazione per dare vita a una nuova realtà impegnata sui "vecchi ordinamenti" e che chiamarono la "Great College Street Society" in qualità di quartier generale. Pankhurst si allineò invece con il gruppo dei "nuovi ordinamenti" noto come la "Parliament Street Society" (PSS) di Whitehall.
Alcuni membri del PSS favorirono un approccio frammentario per ottenere il voto. Poiché spesso si supponeva che le donne sposate non avessero bisogno del voto dato che i mariti "votavano per loro", alcuni membri del PSS ritennero che il voto per le donne single e le vedove fosse il primo passo da fare nel cammino verso il pieno diritto di voto. Quando la riluttanza all'interno del PSS di promuovere il voto anche per le donne sposate divenne chiara, Pankhurst e suo marito contribuirono a organizzare un nuovo gruppo dedicato ai diritti di voto per tutte le donne, sposate e nubili.

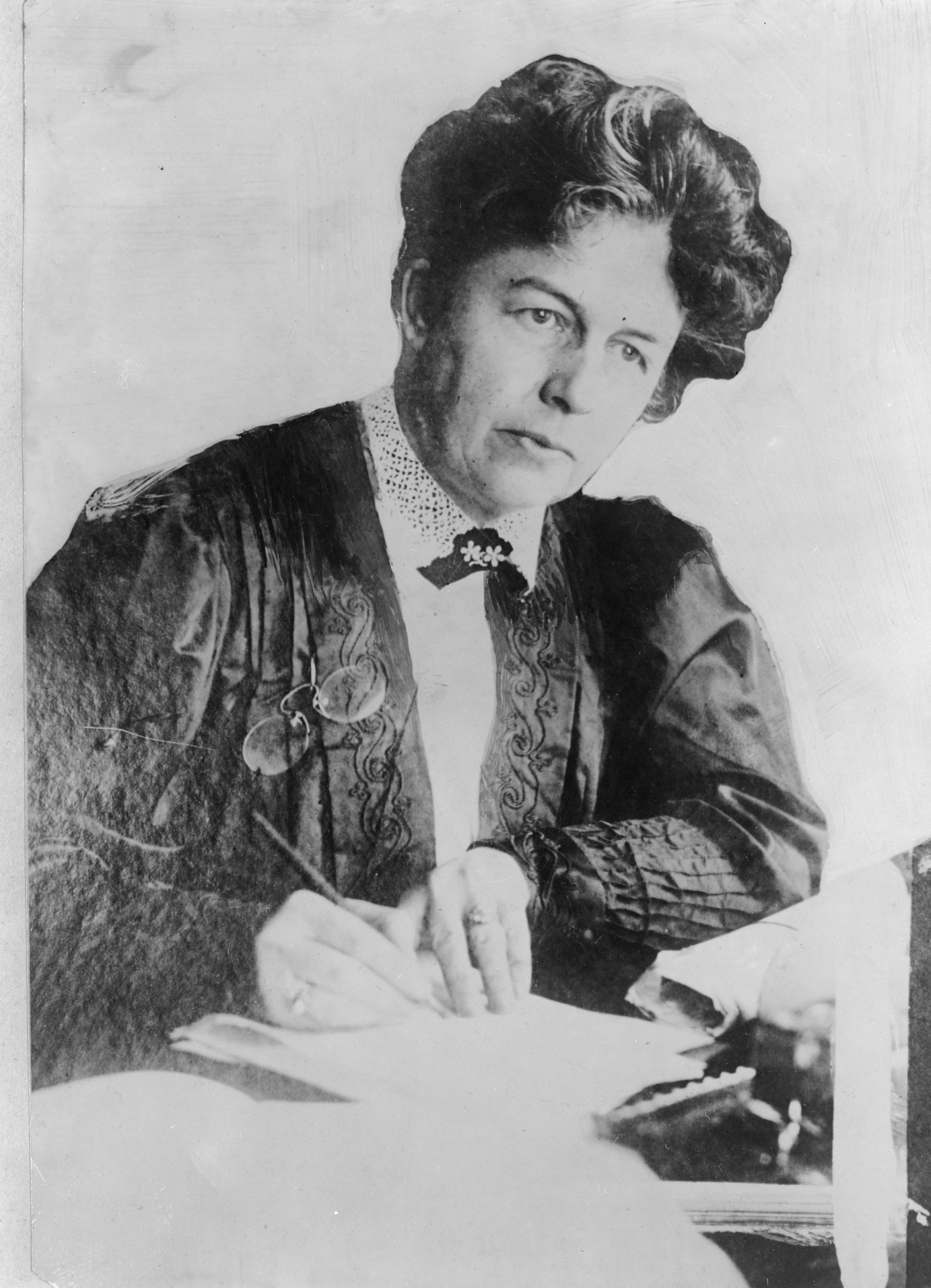
Harriot Eaton Stanton Blatch, figlia della suffragetta statunitense Elizabeth Cady Stanton, diventò amica di Pankhurst attraverso il loro lavoro svolto presso la "Women Franchise League".

La riunione inaugurale della "Women's Franchise League" (WFL) si tenne il 25 luglio 1889 presso la casa di Pankhurst a Russell Square. William Lloyd Garrison intervenne avvertendo il pubblico che il movimento dell'abolizionismo negli Stati Uniti d'America fu ostacolato. I primi membri della WFL includevano Josephine Butler, leader della "Ladies National Association for the Repeal of the Contagious Diseases Acts" (Associazione nazionale delle signore per la revoca degli atti di malattie contagiose), l'amica di Richard Elizabeth Wolstenholme ed Harriot Eaton Stanton Blatch, figlia della suffragetta statunitense Elizabeth Cady Stanton.
La WFL venne presto considerata un'organizzazione radicale poiché oltre al suffragio delle donne sosteneva uguali diritti per le donne rispetto a divorzio ed eredità (uguaglianza sociale). L'organizzazione sosteneva anche il sindacalismo e creò alleanze con le organizzazioni socialiste esistenti. Il gruppo più conservatore che emerse dalla divisione del NSWS definì la WFL l'ala di "estrema sinistra" del movimento.
La WFL reagì ridicolizzando il "Spinster Suffrage party" ed insistette sulla necessità di un più ampio assalto all'ineguaglianza sociale. Il radicalismo del gruppo costrinse alcuni dei suoi membri ad abbandonarlo; sia Blatch che Wolstenholme presto si dimisero dalla WFL. Il gruppo si spaccò solamente un anno dopo la nascita.

## Independent Labour Party
Nel frattempo il negozio di Richard non ingranava, contando serie difficoltà con gli affari. Con le finanze familiari che andavano esaurendosi, Richard si ritrovò a dover viaggiare regolarmente nel Nord Ovest dove risiedevano la maggior parte dei suoi clienti. Nel 1893 i Pankhurst chiusero il negozio e ritornarono a Manchester. Rimasero per alcuni mesi nella città di mare di Southport (Regno Unito) per poi trasferirsi per un breve periodo nel villaggio di Disley. Finalmente, si stabilirono quindi in una casa di fronte al "Victoria Park" a Manchester. Le ragazze furono iscritte alla "Manchester Girls' High School", dove furono però messe da parte dalla maggior parte degli studenti ed escluse da un regolare programma di studi.
Pankhurst iniziò a lavorare con diverse organizzazioni politiche distinguendosi per la prima volta come attivista in proprio e ottenendo rispetto all'interno della comunità. Un biografo descrive questo periodo come di "emersione dall'ombra di Richard". Oltre al suo lavoro a nome del suffragio femminile divenne parte attiva nella "Women's Liberal Federation" (WLF, Federazione Liberale delle Donne), ausiliaria del Partito Liberale. Emmeline si ritrovò presto disincantata a causa delle posizioni moderate del gruppo ma soprattutto per via della sua scarsa disponibilità a sostegno delI'"Irish Home Rule movement" e della leadership aristocratica di Archibald Primrose, V conte di Rosebery.

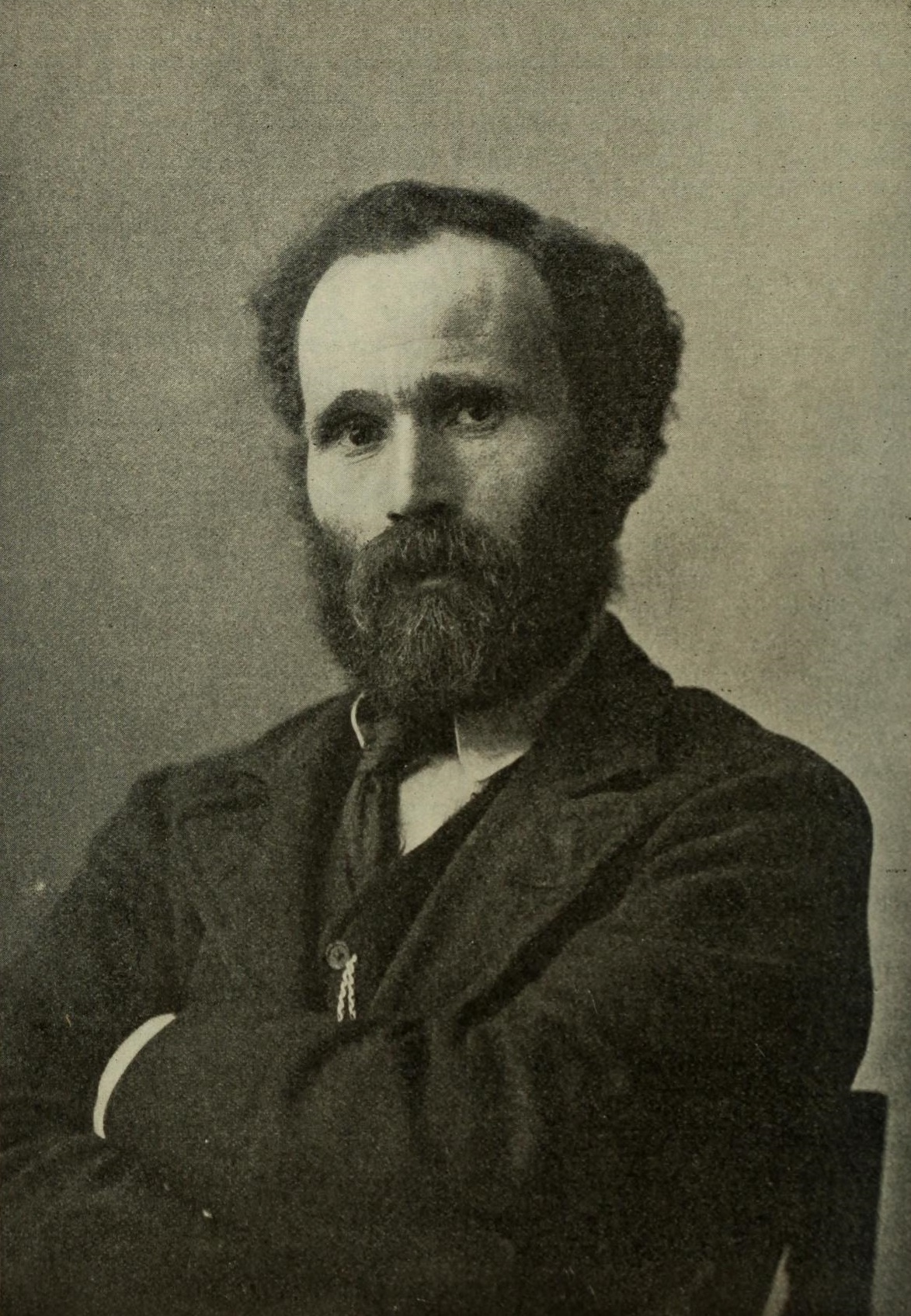
Keir Hardie lavorò con i Pankhurst su una varietà di questioni politiche ed in seguito divenne un amico molto stretto di Sylvia Pankhurst.

Nel 1888 Pankhurst incontrò e si innamorò di Keir Hardie, un socialista proveniente dalla Scozia. Keir venne eletto in parlamento nel 1891 e due anni dopo contribuì a creare il "Partito Indipendente del Lavoro" (Independent Labour Party, ILP). Incoraggiata della gamma di problemi che l'ILP si impegnava a affrontare, Pankhurst si dimise dal WLF e chiese di aderire all'ILP. La filiale locale rifiutò però la sua ammissione perché donna, ma alla fine riuscì ad aderire al partito a livello nazionale. Christabel in seguito scrisse dell'entusiasmo provato da sua madre nei confronti del partito e dei suoi sforzi organizzativi: "in questo movimento sperava di trovare finalmente i mezzi per raddrizzare ogni errore politico e sociale."
Una delle prime attività con l'ILP vide Pankhurst impegnata a distribuire cibo a persone in stato di povertà attraverso l'attività del "Comitato per il soccorso dei disoccupati". Nel dicembre 1894 venne eletta come "Guardiano Legale" alla Workhouse (Casa di lavoro) di Chorlton-on-Medlock. Di seguito le parole che la videro sconvolta dalle condizioni di vita a cui aveva assistito in prima persona presso la casa di lavoro di Manchester:
Pankhurst si mobilitò per cambiare le cose e fu voce principale nelle riforme al Consiglio dei Guardiani. Il suo avversario principale fu un uomo appassionato di nome Mainwaring noto per la sua maleducazione. Riconoscendo a sé stesso il brutto carattere, che avrebbe leso le possibilità di persuadere gli alleati di Pankhurst, era solito portare con sé una nota con su scritto: "Mantieni la calma!"
Dopo aver aiutato il marito impegnato in un'altra campagna parlamentare fallita, nel 1886 Emmeline si trovò ad affrontare problemi legali quando lei e altri due uomini violarono un ordine emesso dal tribunale contro le riunioni dell'ILP a Boggart Hole Clough. Con Richard volontario nel tempo libero come consulente legale, rifiutarono di pagare le multe e i due uomini furono condannati a trascorrere un mese in prigione. La pena non venne mai fatta scontare alla Pankhurst, forse per paura dell'effetto che avrebbe procurato la reclusione di una donna così rispettata dalla comunità. Alla domanda di un giornalista dell'ILP se fosse disposta a trascorrere del tempo in prigione, Pankhurst rispose: "Oh, sì, anzi, non sarebbe poi così tanto male, e poi sarebbe un'esperienza preziosa". Successivamente le riunioni dell'ILP vennero permesse, ma l'episodio inflisse un duro colpo alla salute di Richard e causò una notevole perdita di reddito alla famiglia.

### La morte di Richard
Durante la lotta condotta a Boggart Hole Clough Richard Pankhurst cominciò a provare un forte dolore addominale; contrasse in seguito un'ulcera gastrica e la sua salute si deteriorò rapidamente nel corso del 1897. La famiglia si spostò brevemente a Mobberley, con la speranza che l'aria pulita del paese aiutasse la salute di Richard. Quando poco dopo si riprese la famiglia tornò a Manchester, ma già nell'estate del 1898 Richard subì una recidiva improvvisa. La Pankhurst condusse intanto la figlia maggiore Christabel con sé fino a Corsier, in Svizzera, per far visita alla sua vecchia amica Noémie. Una volta in Svizzera arrivò un telegramma da parte di Richard con su scritto: "Non mi sento molto bene, vieni a casa, amore mio". Lasciando Christabel con Noémie, Emmeline tornò immediatamente in Inghilterra. Il 5 luglio, durante il viaggio in treno da Londra a Manchester, notò un giornale che annunciava la morte di Richard Pankhurst.
La perdita del marito lasciò la Pankhurst con nuove responsabilità e una notevole quantità di debiti. Si trasferì con la famiglia in una casa più piccola al 62 di Nelson Street, rassegnò le dimissioni dal "Consiglio dei Guardiani" e ricevette una retribuzione per la registrazione delle nascite e delle morti a Chorlton. Questo lavoro le permise di approfondire le informazioni circa le condizioni delle donne della regione. Nella sua autobiografia si legge: "mi hanno raccontato le loro storie, storie terribili e commoventi per la loro pazienza, che spiegano il pathos della povertà".
Le sue osservazioni sulle differenze tra uomini e donne, per esempio in relazione alla condizione dell'illegittimità non fecero altro che rafforzare la convinzione che le donne avevano bisogno del diritto di voto prima per veder migliorare la loro condizione. Nel 1900 venne eletta alla "Manchester School Board" ed ebbe modo di constatare disparità di trattamento e opportunità limitate per le donne. Nello stesso periodo decise di riaprire il negozio con la speranza di accumulare reddito supplementare per la famiglia.

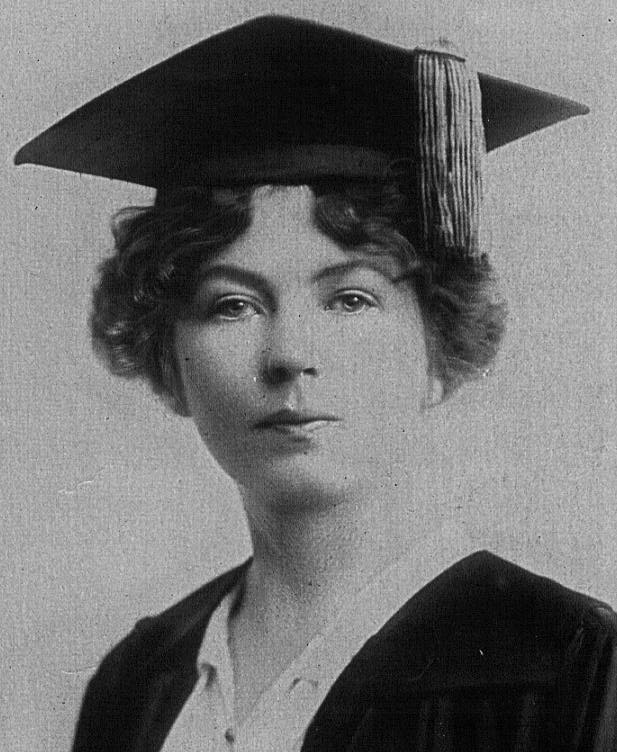
Christabel Pankhurst (qui fotografata il giorno del diploma nel 1915), figlia maggiore di Emmeline e da lei spesso chiamata "figlia preferita", passò quasi 15 anni di tempo aiutando la madre nella sua lotta per far ottenere il suffragio alle donne.

Le identità individuali dei figli dei Pankhurst cominciarono a emergere poco dopo la morte del padre. Da tempo ormai tutti erano coinvolti nella lotta per il suffragio delle donne; Christabel godeva di uno status privilegiato tra le figlie, come Sylvia annotò nel 1931: "Era la preferita da nostra madre, lo sapevamo tutti e per questo non ho mai risentito del fatto". Christabel non condivise il fervore di sua madre per l'impegno politico, almeno fino a quando non fece amicizia con le attiviste suffragette Esther Roper ed Eva Gore-Booth. Presto, rimase coinvolta nei movimenti pro suffragio e si unì alla madre ad eventi e comizi indetti da lei.
Sylvia prese lezioni da un rispettato artista locale e presto ricevette una borsa di studio alla scuola d'arte dell'università metropolitana di Manchester. Continuò a studiare storia dell'arte prima a Firenze e poi a Venezia. I più piccoli, Adela e Harry, ebbero più difficoltà a trovare un percorso di studio adatto. Adela frequentò un collegio scolastico locale dove venne però tagliata fuori dagli amici anche a causa della contrazione dei pidocchi. Anche Harry ebbe difficoltà a scuola e soffrì inoltre di morbillo e problemi alla vista.

## Women's Social and Political Union (WSPU)

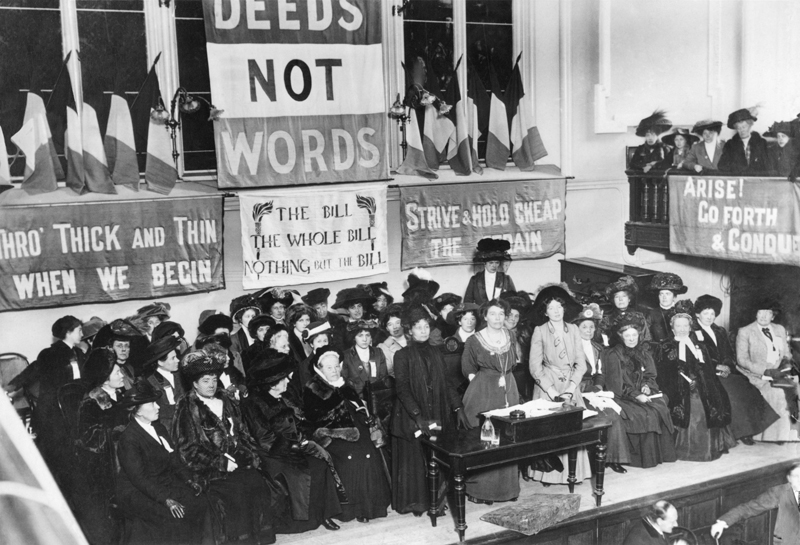
La Women's Social and Political Union divenne presto nota per la sua attività militante. Pankhurst disse una volta: "la condizione del nostro sesso è così deplorevole che consideriamo nostro dovere quello d'infrangere la legge per richiamare l'attenzione sui motivi per cui lo facciamo".

Nel 1903 Emmeline era ormai convinta che anni di discorsi e promesse sul suffragio femminile da parte dei parlamentari non avessero condotto a niente. Anche se i "Suffrage Bills" introdotti rispettivamente nel 1870, nel 1886 e nel 1897 confermarono in parte le promesse almeno a livello locale, ognuna delle due parti si sentì in qualche modo sconfitta. Emmeline dubitava che i partiti politici con i loro molti punti all'ordine del giorno non avrebbero mai dato la dovuta priorità alla questione dell'estensione del suffragio.
Ruppe anche con l'ILP quando il partito rifiutò di concentrarsi sul voto per le donne. Pareva quindi necessario abbandonare la tattica dei gruppi di difesa esistenti a favore di azioni più militanti. Così il 10 ottobre 1903 Pankhurst, assieme ad altre colleghe, fondò la Women's Social and Political Union (Unione sociale e politica femminile - WSPU), un'organizzazione aperta solo alle donne e concentrata sull'azione diretta per ottenere il diritto di voto. "Azioni dimostrative", scrisse più tardi, "non parole, doveva essere il nostro motto permanente".

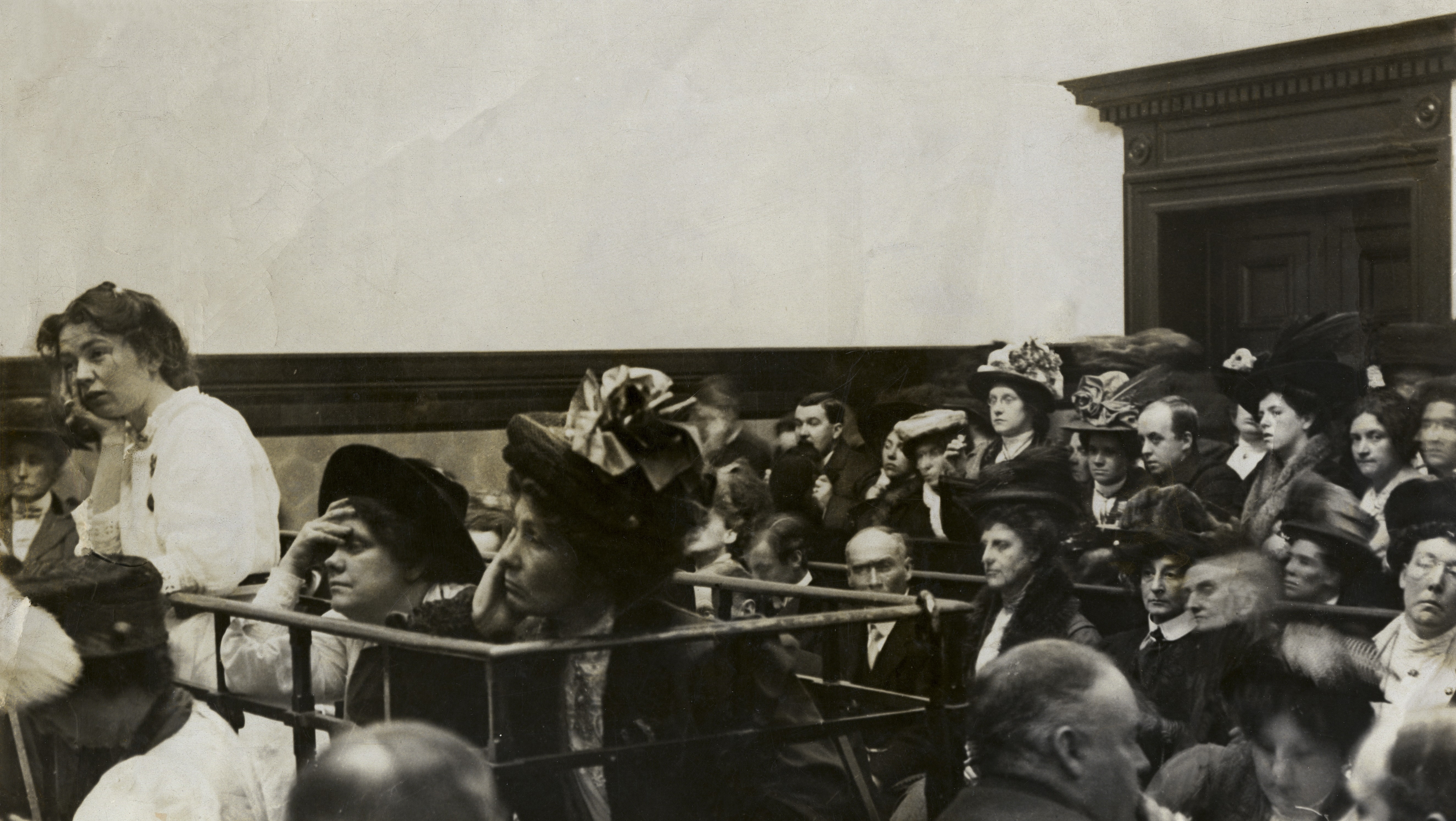
Christabel Pankhurst, Flora Drummond e Emmeline davanti alla corte nel 1908.

La militanza iniziale del gruppo assunse forme di nonviolenza. Oltre a fare discorsi e raccogliere firme di petizione, la WSPU organizzò manifestazioni e fece pubblicare una rivista chiamata Votes for Women. Il gruppo convocò inoltre una serie di "parlamenti femminili" che coincisero con le sessioni ufficiali del governo.
Quando un disegno di legge per il suffragio femminile venne lasciato cadere per ostruzionismo il 12 maggio 1905, Pankhurst e altri membri della WSPU misero su una protesta fuori dall'edificio del Parlamento del Regno Unito. La polizia le costrinse ad allontanarsi immediatamente dal luogo dove si erano raggruppate per chiedere l'approvazione della proposta. Sebbene il disegno di legge non fu mai ripresentato, Pankhurst lo considerò come una dimostrazione di successo della forza militante di catturare l'opinione pubblica. Pankhurst dichiarò nel 1906: "Siamo finalmente riconosciute come partito politico, siamo ora in mezzo alla politica e ne rappresentiamo un'arma".

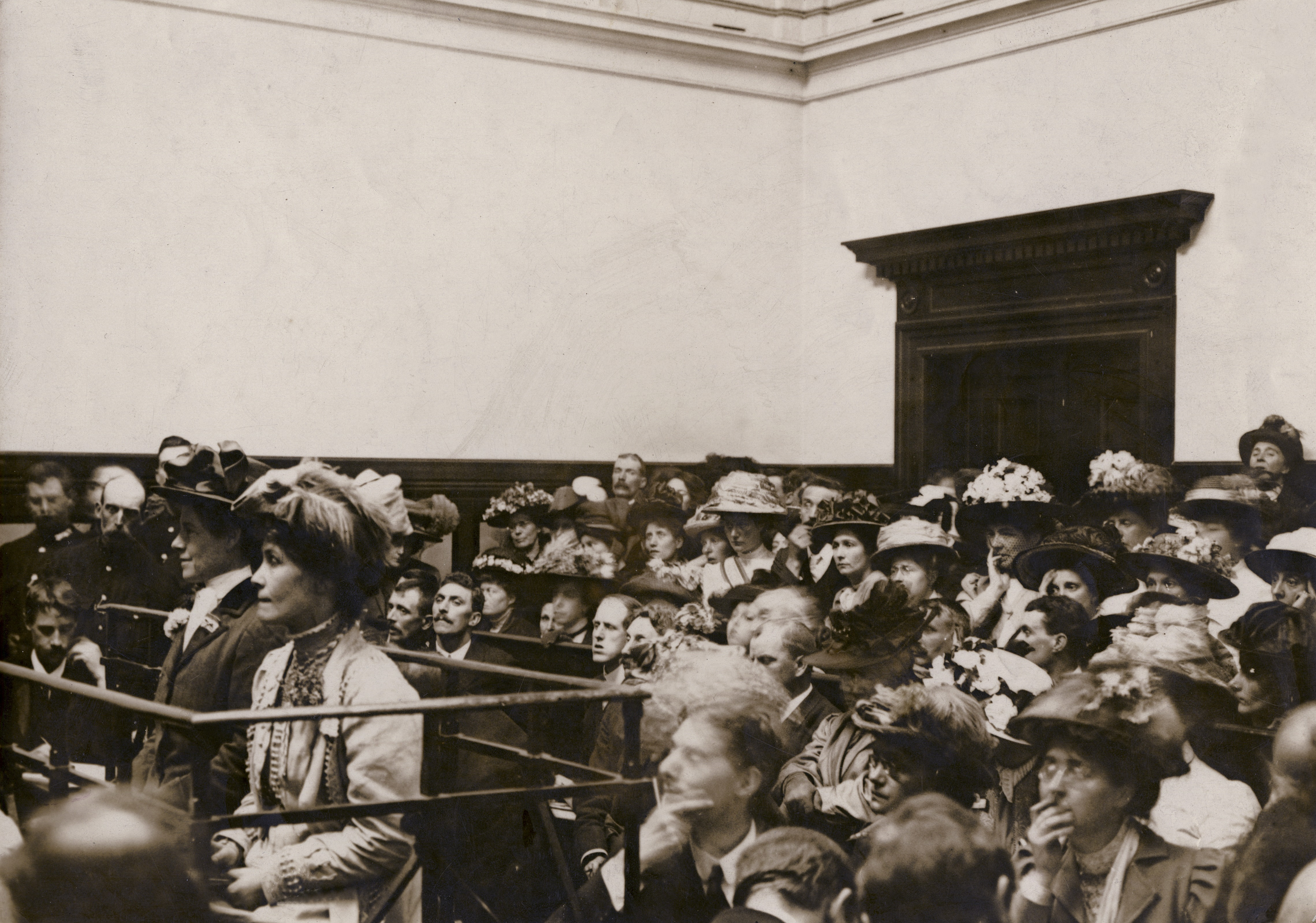
Evelina Haverfield e Emmeline davanti alla corte nel 1909.

Le sue tre figlie divennero membri attivi della WSPU. Christabel Pankhurst venne arrestata dopo aver sputato contro un poliziotto durante una riunione del Partito Liberale nell'ottobre del 1905; Adela Pankhurst e Sylvia Pankhurst furono arrestate un anno dopo durante una protesta organizzata appena al di fuori del Parlamento.

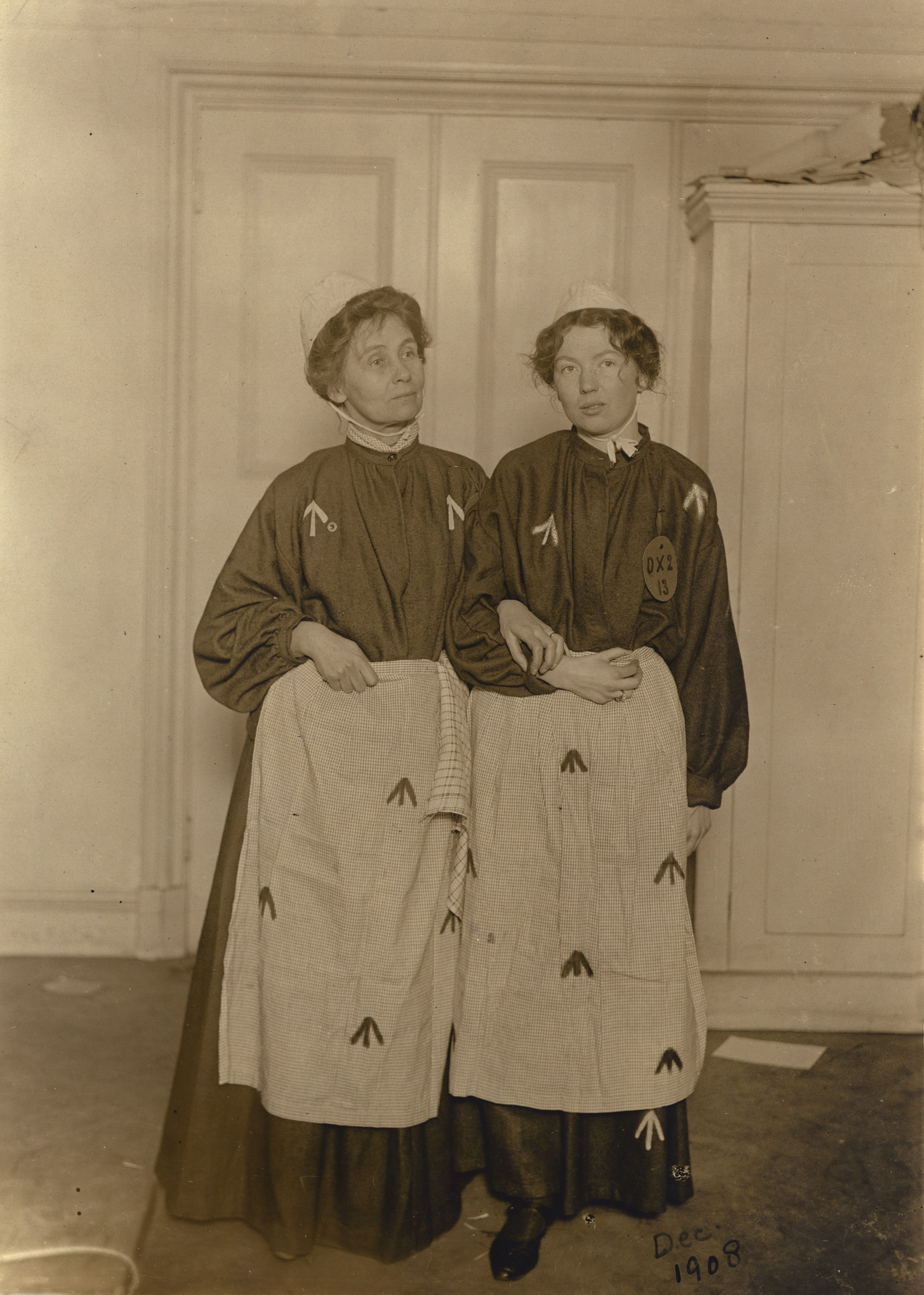
Emmeline e Christabel Pankhurst in prigione nel 1908.

Emmeline stessa venne arrestata per la prima volta nel febbraio 1908 quando cercò di fare irruzione nel Parlamento per presentare una risoluzione di protesta al Primo Ministro Herbert Henry Asquith. Fu accusata di aver ostacolato i lavori di pubblico ufficio e condannata a sei settimane di carcere. Parlò in seguito delle condizioni della sua reclusione tra cui la mancanza di denaro, il cibo scarso e la "tortura civile di un confinamento solitario in un silenzio assoluto" a cui furono forzate lei ed altre militanti.
Pankhurst vide la reclusione come un'occasione per pubblicizzare l'urgenza del suffragio femminile; nel giugno 1909 colpì un poliziotto due volte in faccia per assicurarsi l'arresto. Pankhurst fu arrestata ben sette volte prima che il suffragio alle donne venisse approvato. Durante la sua deposizione il 21 ottobre 1908 dichiarò davanti in tribunale: "non siamo qui perché siamo trasgressori della legge, siamo qui per diventare legislatori".
La focalizzazione esclusiva della WSPU sul voto alle donne divenne un altro segno distintivo della sua militanza. Mentre altre organizzazioni accettarono di lavorare con i singoli partiti politici, la WSPU insistette nel separarsi dalle parti politiche al governo e, in molti casi, anche dall'opposizione, che non privilegiava il suffragio femminile.
Il gruppo inscenò proteste contro tutti i candidati appartenenti al partito del governo dal momento che si rifiutò di far approvare durante la sua legislazione il suffragio delle donne. Ciò portò il gruppo a uno stato di conflitto permanente con i dirigenti del Partito Liberale. Uno dei primi obiettivi della WSPU fu il futuro Primo Ministro Winston Churchill, il cui avversario politico attribuì la sconfitta di Churchill a "quelle donne che a volte sono così derisorie".

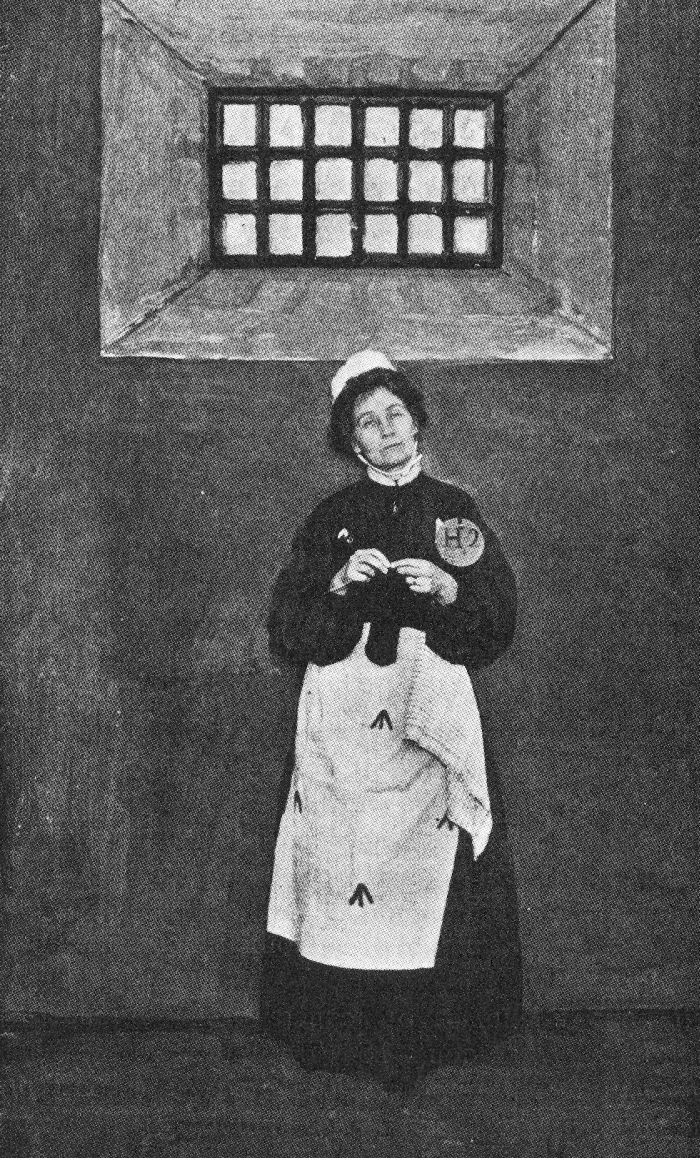
Emmeline in prigione (1911 circa); descrisse la sua prima incarcerazione come "il processo di trasformazione di un essere umano in una bestia selvaggia".

I membri della WSPU furono talvolta accusati e derisi per il loro rovinare le elezioni ai candidati liberali. Il 18 gennaio 1908 Pankhurst e la sua associata Nellie Martel vennero aggredite da una folla di uomini sostenitori dei liberali che incolparono la WSPU per aver portato loro alla sconfitta ad una recente elezione contro il candidato conservatore. Gli uomini lanciavano terra, uova marce e pietre impastate nella neve; alcune donne furono picchiate e Pankhurst si ferì ad una caviglia.
Tensioni simili si crearono in seguito anche con il Partito Laburista. Fino a quando i leader del partito non avrebbero concesso il voto alle donne la WSPU si impegnò nell'attivismo militante. Pankhurst e altri membri dell'unione videro che la politica ufficiale dei veri partiti politici distraeva dall'obiettivo primario del suffragio femminile e criticarono le organizzazioni simili per aver dato priorità alla fedeltà ai partiti e non al voto per le donne.
Come la WSPU ebbe ottenuto il riconoscimento e la notorietà per le sue azioni, Pankhurst resistette agli sforzi per democratizzare l'organizzazione stessa. Nel 1907 un piccolo gruppo di membri guidato da Teresa Billington-Greig chiese un maggiore coinvolgimento delle suffragette di rango inferiore alle riunioni annuali dell'Unione. In risposta Pankhurst annunciò in una riunione che gli elementi della costituzione dell'organizzazione relativi al processo decisionale erano nulli e annullò le riunioni annuali. Insistette inoltre affinché un piccolo comitato scelto dai membri presenti venisse autorizzato a coordinare tutte le attività dell'associazione.
Pankhurst e sua figlia Christabel vennero scelte (insieme a Mabel Tuke e ad Emmeline Pethick Lawrence) come membri esecutivi del nuovo comitato. Frustrati diversi membri, tra cui Billington-Greig e Charlotte Despard, abbandonarono l'associazione per formare una propria e del tutto nuova organizzazione, la "Women's Freedom League". Nella sua autobiografia del 1914 Pankhurst respinse in toto le critiche alla struttura di leadership della WSPU:

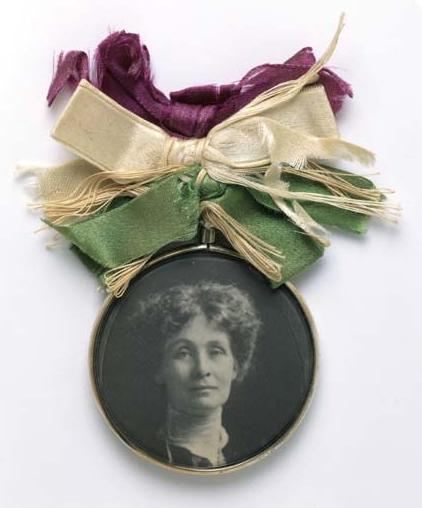
Distintivo con il ritratto di Emmeline Pankhurst - 1909 circa - venduto in grandi quantità dalla WSPU per raccogliere fondi per la sua causa - Museum of London.

### Intensificazione delle tattiche
Il 21 giugno 1908 mezzo milione di attiviste si riunirono a Hyde Park per chiedere il voto per le donne; Herbert Henry Asquith e i maggiori leader parlamentari risposero con malcelata indifferenza. Sdegnate da questa intransigenza e dalla presenza di membri della polizia in borghese, alcune tra i membri della WSPU incrementarono la gravità delle loro azioni; poco dopo che la manifestazione fu conclusa, dodici donne si riunirono in Parliament Square cercando di pronunciare dei discorsi a favore del suffragio femminile.
Gli agenti di polizia arrestarono diverse oratrici spingendole verso una folla di avversari che si erano riuniti nelle vicinanze. Frustrate, due membri della WSPU - Edith New e Mary Leigh - si diressero verso 10 Downing Street e scagliarono delle pietre contro le finestre della casa del Primo ministro del Regno Unito. Insistettero in seguito nell'affermare che il loro atto fosse indipendente dagli ordini della WSPU, ma Pankhurst non mancò di esprimere la sua approvazione nei confronti dell'azione.
Quando un magistrato condannò New e Leigh a due mesi di reclusione, Pankhurst ricordò alla corte di come vari agitatori politici maschi in tutta la storia britannica avessero infranto le finestre per ottenere diritti legali e civili.
Nel 1909 lo sciopero della fame si aggiunse al repertorio di resistenza della WSPU. Il 24 giugno Marion Dunlop fu arrestato per aver scarabocchiato un estratto della Bill of Rights affissa su una parete della Camera dei Comuni. Sdegnata per le pessime condizioni della prigione, Dunlop iniziò uno sciopero della fame. Quando ciò si rivelò essere efficace (Dunlop venne rilasciata), quattordici donne imprigionate per aver infranto delle finestre cominciarono anch'esse a digiunare.

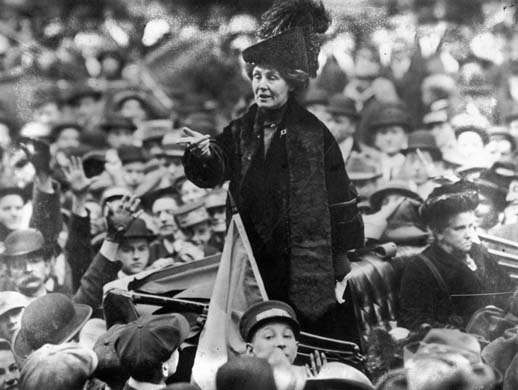
Dopo aver venduto la sua casa di Manchester, Pankhurst viaggiò costantemente, tenendo discorsi in tutta la Gran Bretagna e negli Stati Uniti d'America. Uno dei suoi discorsi più famosi, "", venne pronunciato in Connecticut nel 1913 (la foto la ritrae a New York nel 1913).

I membri della WSPU presto furono conosciuti in tutto il paese per aver tenuto prolungati scioperi della fame per protestare contro la loro incarcerazione. Le autorità delle carceri spesso fecero alimentare forzatamente le donne, usando tubi inseriti attraverso il naso o la bocca. Le tecniche dolorose (che, in caso della bocca, richiesero l'uso di gancetti d'acciaio per far tenere la bocca aperta) ricevettero la condanna sia da parte delle suffragette che dai professionisti medici.
Queste tattiche causarono una certa tensione tra la WSPU e le organizzazioni più moderate, che erano coinvolte nel "National Union of Women's Suffrage Societies" (Unione Nazionale delle Società di Suffragio per le Donne-NUWSS). La leader del gruppo, Millicent Fawcett, inizialmente lodò i membri della WSPU per il loro coraggio e la loro dedizione alla causa. Tuttavia, nel 1912, dichiarò che gli scioperi della fame fossero dei semplici strumenti di pubblicità e che le attiviste militanti erano "i principali ostacoli per il successo del movimento di suffragio nella Camera dei Comuni".
Il NUWSS si rifiutò di unirsi ad una marcia promossa dai gruppi di suffragio per le donne dopo aver richiesto senza successo che la WSPU la smettesse di dare il proprio sostegno alle distruttrici delle proprietà private. La sorella di Fawcett, Elizabeth Garrett Anderson, rassegnò le proprie dimissioni dalla WSPU per ragioni analoghe.

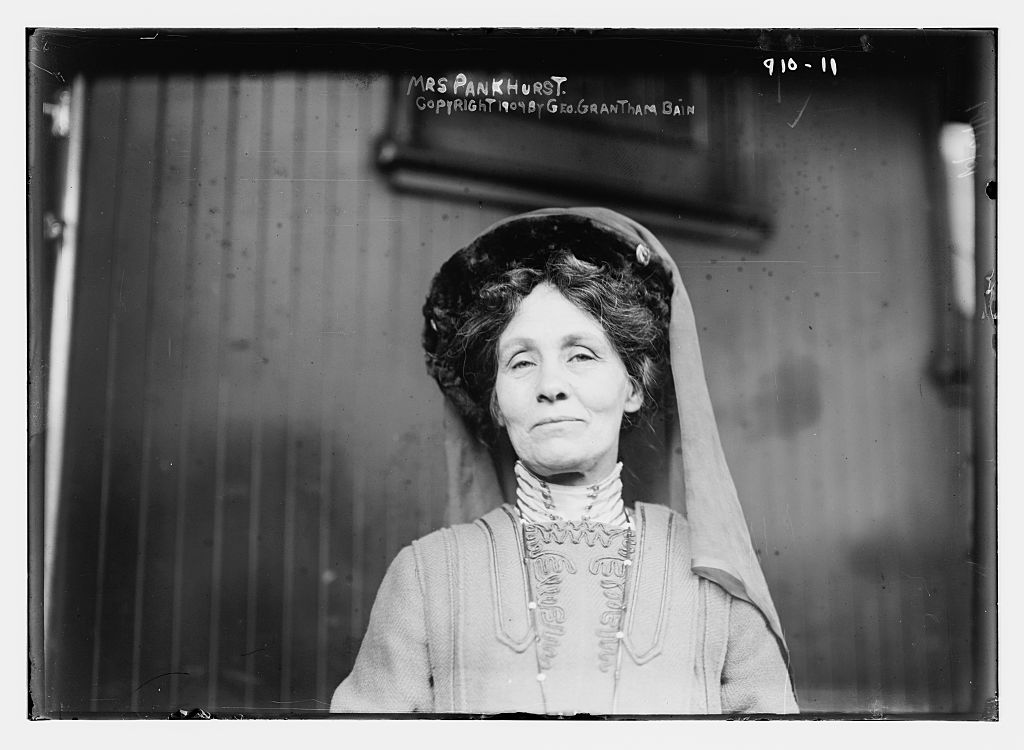
Emmeline nel 1909.

La copertura degli eventi data dalla stampa fu di tipo misto; molti giornalisti osservarono che folle di donne rispondevano positivamente agli interventi di Pankhurst, mentre altri condannarono senza mezze misure il suo approccio radicale alla questione. Il The Daily News le invitò a mantenere un approccio più moderato, mentre altre testate condannarono la rottura delle finestre promossa dai membri della WSPU. Nel 1906 il giornalista Charles Hands si riferì per la prima volta alle donne militanti usando il termine "suffragette" (invece dello standard "suffragiste". Pankhurst e i suoi alleati ripresero il termine come proprio e lo usarono per differenziarsi dai gruppi più moderati.
L'ultima metà del primo decennio del secolo fu un momento di dolore, solitudine e lavoro costante per Pankhurst. Nel 1907 vendette la propria casa a Manchester e iniziò uno stile di vita itinerante, passando da un luogo all'altro mentre parlava e marciava per il suffragio delle donne. Risiedeva presso amici e negli alberghi, trasportando le sue poche cose dentro le valigie. Anche se rimaneva sempre piena di energie per continuare la lotta - e trovò gioia nel dare energia ad altri - il suo vagabondare continuo significò anche la separazione dai suoi figli, specialmente da Christabel Pankhurst, che era oramai diventata la coordinatrice nazionale della WSPU.
Nel 1909, mentre Pankhurst stava programmando un tour di interventi da compiersi negli Stati Uniti d'America, il figlio Harry rimase paralizzato a seguito di un'infiammazione del midollo spinale. Lei esitò a lasciare il paese mentre il ragazzo cadeva a letto malato, ma ebbe bisogno di soldi per poter pagare il suo trattamento medico e il tour prometteva di essere redditizio. Al suo ritorno, dopo un vero e proprio trionfo di pubblico, si ritrovò seduta accanto al letto di Harry proprio mentre questi moriva il 5 gennaio 1910.
Cinque giorni più tardi fece seppellire il figlio, prima di parlare davanti a 5.000 persone a Manchester. I sostenitori del Partito Liberale che erano arrivati per sconfiggerla rimasero in perfetto silenzio mentre lei affrontava da sola la folla.

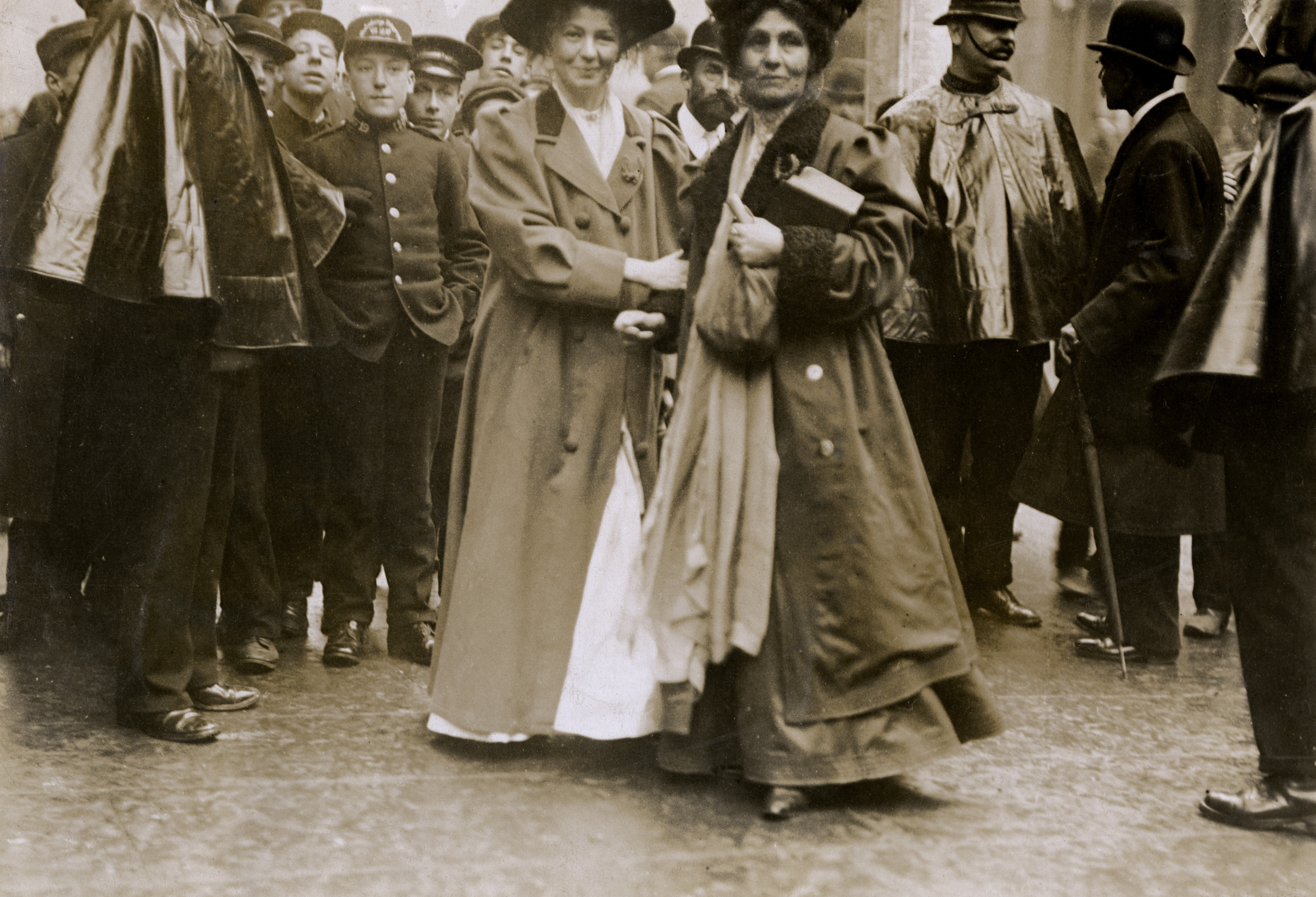
Christabel Pankhurst assieme a Emmeline nel 1910 circa.

### Conciliazione, alimentazione forzata, danni agli edifici pubblici e privati e incendio doloso
Dopo la sconfitta dei liberali nelle elezioni del gennaio 1910, il membro dell'ILP e giornalista Henry Brailsford contribuì ad organizzare un "Comitato di conciliazione per il Suffragio delle donne", che riunì 54 deputati di vari schieramenti politici. Il gruppo di conciliazione sembrò essere una possibilità strettamente definita ma ancora significativa per far ottenere il voto per le donne. Così la WSPU accettò di sospendere il suo sostegno alle finestre infrante e agli scioperi della fame durante la negoziazione.
Quando divenne chiaro che il disegno di legge non sarebbe neanche questa volta passato, Pankhurst dichiarò: "se il disegno di legge, malgrado i nostri sforzi, viene ucciso dal governo, allora... devo dire che esiste la possibilità di una fine alla tregua".
Quando esso venne sconfitto Pankhurst condusse una marcia di protesta di 300 donne fino a Parliament Square il 18 novembre. Vennero accolte da una risposta aggressiva della polizia, diretta dal segretario di stato Winston Churchill: gli ufficiali colpirono violentemente le donne in marcia, ne divelse gli stemmi e le bandiere e le trascinarono via. Sebbene Pankhurst fosse stata autorizzata ad entrare in Parlamento, il Primo Ministro Asquith si rifiutò di incontrarla. L'incidente divenne in seguito noto come il "Venerdì Nero".

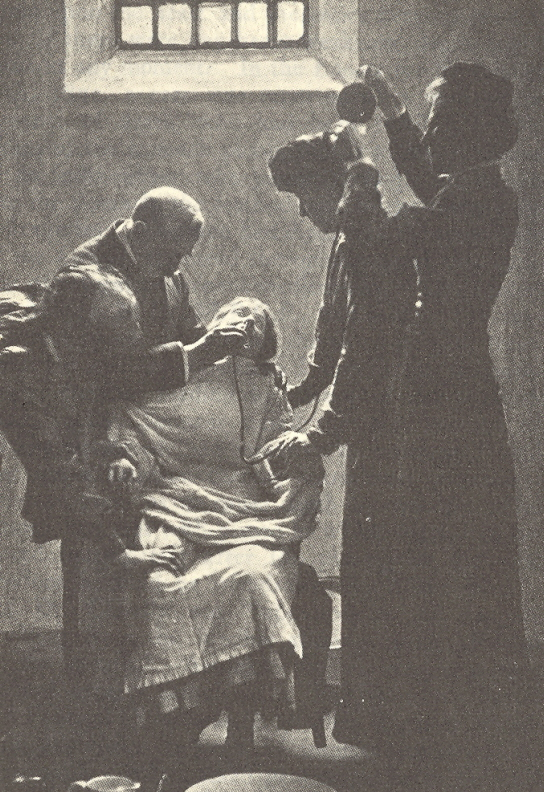
Pankhurst rimase letteralmente sconvolta dalle urla delle donne alimentate a forza durante gli scioperi della fame. Nella sua autobiografia scrisse: "io non vorrò mai, finché vivo, dimenticare le sofferenze che ho vissuto nei giorni in cui quelle grida squillarono nelle mie orecchie".

Poiché successivamente vennero introdotte le "Conciliation Bills", i leader della WSPU sostennero l'interruzione delle tattiche militanti. Nel marzo del 1912 la seconda "Conciliation Bill" fu in pericolo e Pankhurst si unì ad un nuovo gruppo di attiviste che andarono in giro per la città ad infrangere le finestre. Il delitto di danneggiamento esteso di proprietà privata condusse la polizia a perquisire gli uffici della WSPU. Pankhurst e Emmeline Pethick-Lawrence vennero giudicate presso l'Old Bailey e condannate per associazione a delinquere e istigazione al danno di edifici.
Christabel Pankhurst, che nel 1912 era la coordinatrice principale dell'organizzazione, venne anch'essa ricercata dalla polizia, ma ella riuscì a fuggire a Parigi, da dove diresse la strategia della WSPU in esilio. All'interno della prigione di Holloway Emmeline attuò il suo primo sciopero della fame per migliorare le condizioni delle altre suffragette alloggiate nelle celle accanto; venne rapidamente seguita da Pethick-Lawrence e da altri membri della WSPU.
Descrisse nella sua autobiografia il trauma causato dall'alimentazione forzata durante il perioso di sciopero: "Holloway è diventato un luogo di orrore e di tormento. Nauseabonde scene di violenza vi si sono svolte quasi ad ogni ora del giorno, come i medici sono andati da cella in cella per poter eseguire il loro orrendo ufficio".
Quando i funzionari del carcere cercarono di entrare nella sua cella, Pankhurst sollevò una brocca di argilla sopra la testa e annunciò: "se uno di voi prova solo ad intraprendere un passo all'interno di questa cella, io mi difenderò".
A Pankhurst vennero risparmiati ulteriori tentativi di alimentazione dopo questo incidente, ma continuò a violare la legge e, quando fu nuovamente imprigionata, attuò uno sciopero della fame in segno di protesta. Nei due anni successivi venne arrestata numerose volte, ma fu spesso rilasciata solo dopo alcuni giorni a causa della sua malattia.
Più tardi il governo di Herbert Henry Asquith adottò la legge "Prisoners (Temporary Discharge for Ill Health) Act 1913", che rese lecite simili permessi anche per altre suffragette che si trovassero ad affrontare delle malattie a causa degli scioperi della fame. I funzionari della prigione riconobbero il potenziale disastro nel campo delle pubbliche relazioni che sarebbe scoppiato se la leader più popolare della WSPU avesse dovuto essere alimentata a forza o anche se solo fosse stato permesso che ella soffrisse in maniera grave in prigione.
Tuttavia gli agenti di polizia l'arrestarono durante le trattative aperte col governo e mentre marciava alla testa delle due suffragette. Cercò di eludere le molestie da parte della polizia indossando dei travestimenti e, infine, la WSPU istituì una squadra di guardia del corpo femminile esperte in Jūjutsu per proteggerla fisicamente dalle aggressioni della polizia. Lei e altre delle sue accompagnatrici si rivoltarono contro gli agenti, con conseguenti scontri violenti mentre gli ufficiali cercarono di arrestare Pankhurst.

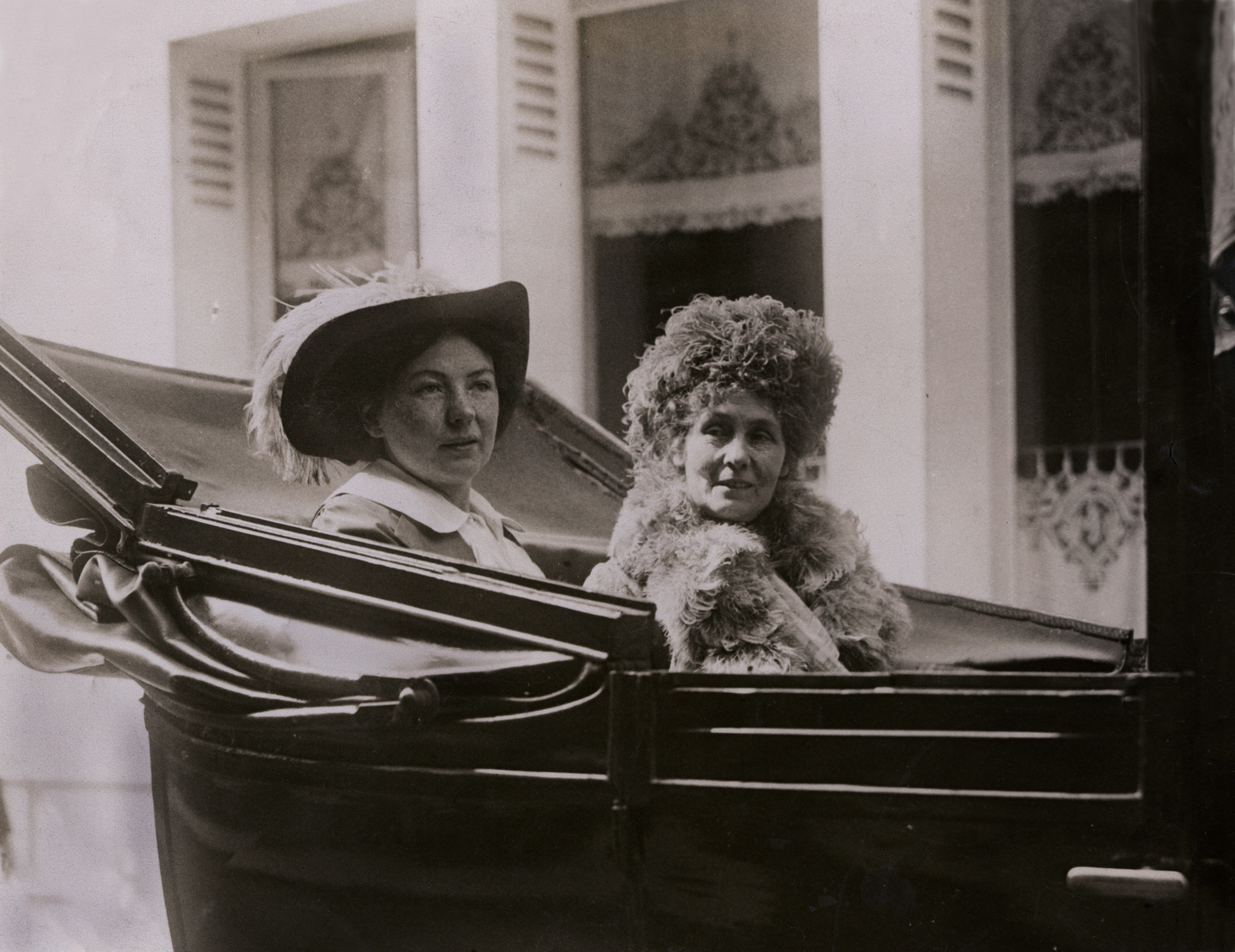
Christabel e Emmeline a Parigi nel 1912 circa.

Nel 1912 i membri della WSPU adottarono l'incendio doloso come un'ulteriore tattica violenta intrapresa per cercare di ottenere il diritto di voto. Dopo che il primo ministro Asquith ebbe visitato il teatro Royal di Dublino, le attiviste suffragette Gladys Evans, Mary Leigh, Lizzie Baker e Mabel Capper in Oxford Road a Manchester tentarono di causare un'esplosione con polvere da sparo e benzina, che causò danni minimi. Durante quella stessa serata Leigh gettò una piccozza contro la vettura che trasportava il nazionalista irlandese John Redmond, il sindaco e il primo ministro Asquith.
Nei successivi due anni le donne diedero fuoco ad un edificio ricreativo situato dentro Regent's Park, ad una serra di orchidee nei Kew Gardens, ad una cassetta per le lettere e ad un vagone ferroviario. Anche se Pankhurst asserì che queste donne non furono mai comandate direttamente da lei o da Christabel, entrambe tuttavia affermarono davanti a testimoni che stavano sostenendo le suffragette incendiarie. Vi furono altri incidenti del tutto simili nell'intero territorio nazionale.
Un membro della WSPU, per esempio, introdusse una piccola accetta nell'autovettura del Primo Ministro con incise sopra la frase: "Voto per le donne" (Votes for Women), mentre altre suffragette utilizzarono dell'acido per bruciare lo stesso slogan scritto su cartone nei campi da golf utilizzati dai parlamentari. Nel 1914 Mary Richardson sfregiò il quadro di Diego Velázquez intitolato Venere Rokeby in segno di protesta contro la prigionia di Pankhurst.

### Defezioni e dimissioni
L'approvazione esplicita data dalla WSPU alla distruzione di proprietà condusse conseguentemente anche alla fuoriuscita di diversi ed importanti membri. La prima fu Emmeline Pethick-Lawrence assieme a suo marito il barone del Partito Laburista Frederick Pethick-Lawrence. Essi erano da tempo parte integrante della leadership del gruppo, ma si trovarono col tempo sempre più in conflitto con Christabel Pankhurst sulla saggezza e lungimiranza di tali tattiche violente. Dopo essere tornati da una vacanza in Canada i due scoprirono che Pankhurst li aveva espulsi dalla WSPU.
La coppia trovò la decisione spaventosa, ma per evitare uno scisma all'interno del movimento continuarono a lodare Pankhurst e l'organizzazione in pubblico. Intorno allo stesso tempo la figlia minore di Emmeline, Adela Pankhurst, abbandonò l'associazione. Lei disapprovò l'appoggio dato dalla WSPU alla distruzione delle proprietà e ritenne che fosse necessaria porre una maggiore enfasi sul socialismo. Il rapporto di Adela con la sua famiglia, in particolare con Christabel, iniziò a farsi fece sempre più teso.
La frattura più profonda in seno alla famiglia Pankhurst giunse però nel novembre del 1913, quando Sylvia fece un discorso in una riunione di socialisti e sindacalisti a sostegno del promotore laburista irlandese James Larkin. Egli aveva già lavorato con la "Workers' Socialist Federation" nel suo sottogruppo "East London Federation of Suffragettes" (ELFS)", un ramo locale della WSPU che aveva rapporti stretti con i socialisti e il movimento operaio.
Questa stretta connessione ai gruppi laburisti e l'apparizione di Sylvia sul palco assieme a Frederick Pethick-Lawrence, con il quale affrontò anche la folla, convinse Christabel che sua sorella stesse organizzando un gruppo che avrebbe potuto sfidare apertamente la WSPU all'interno del movimento di suffragio femminile. La controversia presto divenne pubblica e i membri di alcuni gruppi, tra cui la WSPU, l'ILP e l'ELFS si prepararono per un regolamento di conti.

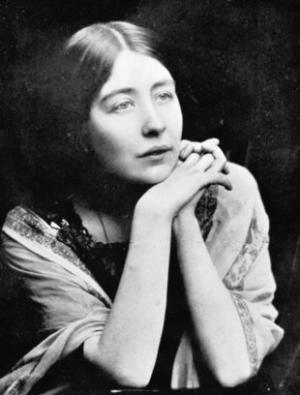
Sylvia Pankhurst nel 1910 circa. Dopo essere stata destituita dalla WSPU si sentì "contusa, come accade quando combatti il nemico senza riuscirvi e si viene invece colpiti dall'amico"".

In gennaio Sylvia venne convocata a Parigi, dove Emmeline e Christabel la stavano aspettando. La loro madre era appena tornata da un altro giro completo di conferenze compiuto negli Stati Uniti d'America e Sylvia era appena stata liberata dalla prigione. Tutte e tre le donne risultarono sfinite e stressate, il che aggiunse di molto la tensione già carica di per sé. Nel suo libro del 1931 intitolato The Suffrage Movement Sylvia descrive Christabel come una persona irragionevole la quale la aggredì per aver pronunciò un discorso solenne che la respinse, puntando i piedi per mantenere la linea ufficiale della WSPU:
Con la piena approvazione di sua madre Christabel ordinò al gruppo capitanato da Sylvia di dissociarsi dalla WSPU. Pankhurst cercò di persuadere l'ELFS a rimuovere la parola "suffragettes" dal suo nome, in quanto essa era inestricabilmente collegata alla WSPU. Quando Sylvia rifiutò sua madre si accese di una rabbia furiosa espressa in una lettera:
Adela, disoccupata e incerta sul suo prossimo futuro, cominciò ad essere preoccupata anche per la salute della madre; questa invece decise che ella dovesse trasferirsi in Australia e pagò di tasca propria per il trasferimento. Non si rividero mai più.

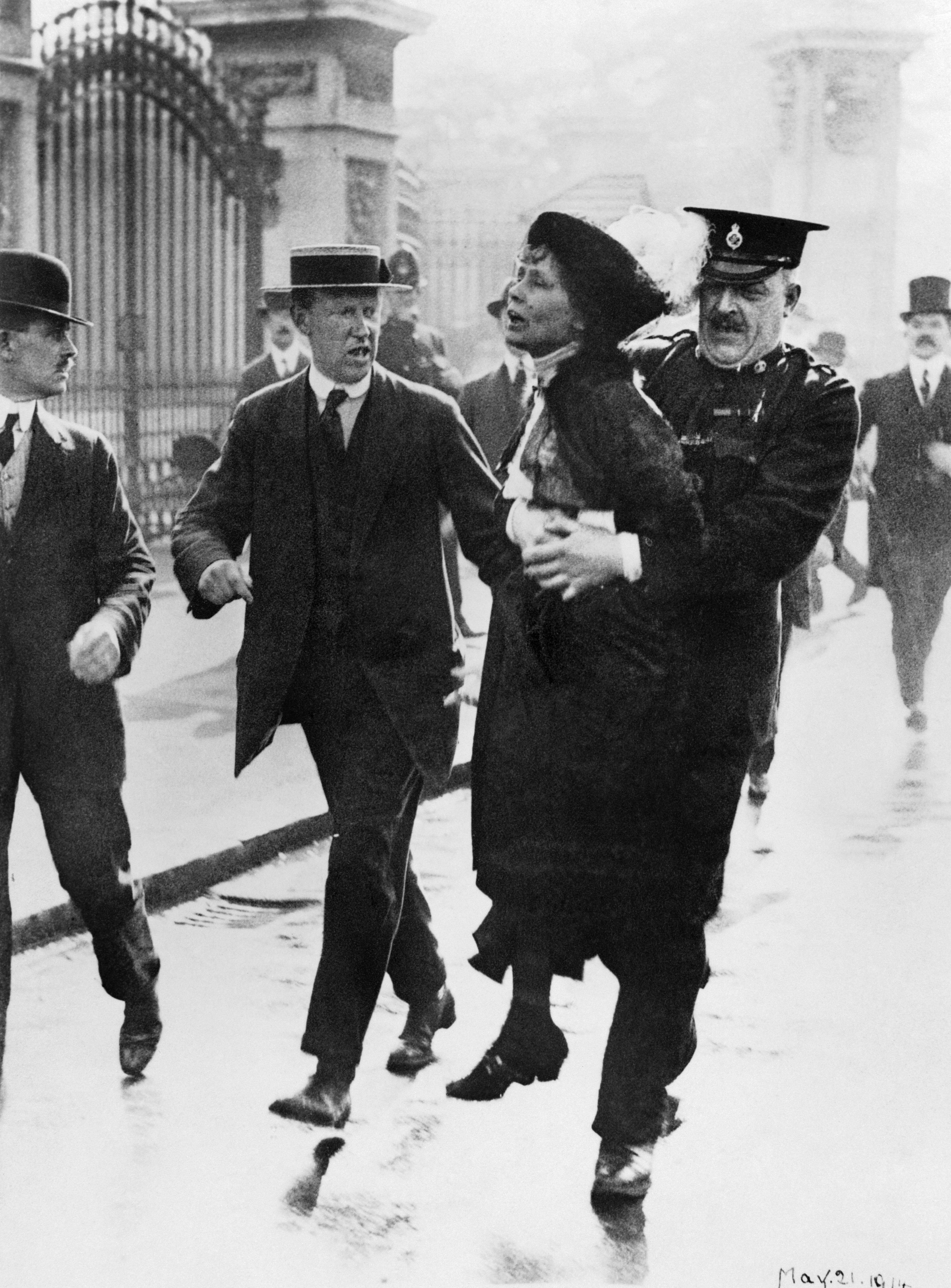
Pankhurst venne arrestata dalla polizia appena fuori da Buckingham Palace mentre tentava di presentare una petizione al re Giorgio V del Regno Unito nel maggio del 1914.

## Prima guerra mondiale
Quando la prima guerra mondiale iniziò nell'agosto del 1914 Emmeline e Christabel considerarono che la minaccia rappresentata dall'impero tedesco fosse un effettivo pericolo per tutta l'umanità e che il governo britannico aveva bisogno del sostegno di tutti i cittadini. Esse pertanto persuasero la WSPU ad interrompere tutte le attività militanti fino a quando il conflitto non fosse terminato.
Non era più il momento del dissenso o delle agitazioni pubbliche; Christabel scrisse più tardi: "questa è stata la militanza nazionale: come le suffragette non potessero mai essere pacifiste a qualsiasi prezzo". Venne stabilita una tregua con il governo, tutte le carcerate della WSPU furono rimesse in libertà e Christabel poté quindi tornare a Londra. Emmeline e Christabel, attraverso una mozione, abilitarono la WSPU ad impegnarsi nello sforzo bellico.
Nel suo primo discorso pronunciato dopo essere tornata in Gran Bretagna, Christabel avvisò il suo pubblico del "Pericolo tedesco"; esortò le donne riunite a seguire l'esempio delle loro sorelle francesi che, mentre gli uomini combattevano al fronte, "sono in grado di far mantenere la giusta direzione al paese, di eseguire la vendemmia, di mandare avanti le industrie". Emmeline invitò tutti gli uomini a presentarsi come volontari per essere mandati in prima linea e prese parte alla campagna di distribuzione delle Piume Bianche per far vergognare gli uomini che non indossavano una divisa.
Pankhurst credette che il pericolo messo in atto durante la prima guerra mondiale da quello che chiamò il "Pericolo tedesco" superasse di gran lunga la necessità del suffragio femminile: "quando giungerà il momento, riprenderemo quella lotta", disse, "ma per ora dobbiamo fare tutto il possibile per combattere e vincere contro un nemico comune".
Sylvia e Adela, nel frattempo, non condivisero lo stesso entusiasmo provato dalla madre per la guerra. In qualità di pacifiste impegnati rifiutarono la decisione presa dalla WSPU di sostenere il governo. La prospettiva socialista di Sylvia la convinse presto che la guerra fosse solo un altro esempio di oligarchia capitalista che sfruttava i poveri soldatiassieme ai lavoratori. Adela si ritrovò a parlare contro la guerra in Australia e rese pubblica la sua opposizione alla coscrizione generale. In una breve lettera Emmeline disse a Sylvia: "mi vergogno di essere venuta a sapere da che parte stai tu e Adela".
Ebbe una simile insofferenza ed intolleranza anche nei confronti del dissenso interno alla WSPU; quando il membro di lunga data Mary Leigh si permise di esprimere un suo dubbio durante una riunione svoltasi nell'ottobre del 1915, Pankhurst gli rispose: "la donna col cappello è un tedesco e deve uscire immediatamente da questa sala… ti denuncio come filo-tedesca e desidero dimenticare che una tale persona sia mai esistita".
Alcuni membri della WSPU furono oltraggiati da questa improvvisa devozione nei confronti del governo, dalla percezione che la leadership avesse abbandonato del tutto gli sforzi per far ottenere il voto alle donne e sulle questioni riguardanti come i fondi raccolti a nome del suffragio venissero invece gestiti per finanziare il nuovo impegno politico a favore della guerra dell'organizzazione. Due gruppi si separarono dalla WSPU: le "Suffragettes of the Women's Social and Political Union" (SWSPU) e l'"Independent Women's Social and Political Union" (IWSPU), ciascuna dedicata a mantenere la pressione in direzione del diritto di voto femminile.
Pankhurst mise la stessa energia e determinazione che aveva precedentemente applicato al suffragio femminile nella difesa patriottica degli sforzi bellici; si trovò ad organizzare raduni e incontri, fu in una costante attività di comizi e promosse il governo il quale cercò di far entrare le donne a nella forza lavoro mentre gli uomini stavano combattendo all'estero. Un'altra questione che in quel momento la interessò notevolmente fu la situazione dei cosiddetti "bambini di guerra", cioè i bambini nati da madri nubili (vedi famiglia monogenitoriale) ed i cui padri si trovavano impegnati nel Fronte occidentale.
Pankhurst fece istituire una "casa di adozione" a Campden Hill progettata per impiegare il metodo Montessori di educazione infantile. Alcune donne però criticarono Pankhurst per aver offerto sollievo a genitori di figli nati fuori dal matrimonio, ma ella dichiarò indignata che il benessere dei bambini, la cui sofferenza aveva visto in prima persona nella sua qualità di tutore legale molti anni prima, era la sua unica preoccupazione. Tuttavia, a causa della mancanza di fondi, l'abitazione dovette presto essere ceduta alla principessa Alice di Albany.
Pankhurst riuscì ad adottare quattro bambini, che ribattezzò Kathleen King, Flora Mary Gordon, Joan Pembridge ed Elizabeth Tudor. Vissero tutti assieme a Londra dove, per la prima volta dopo molti anni, ebbe un'abitazione stabile, nei pressi di Holland Park. Quando gli venne chiesto come, all'età di 57 anni e senza alcun reddito fisso certo, avrebbe mai potuto assumersi l'onere di far crescere altri quattro figli, Pankhurst rispose: "mio caro, mi chiedo invece perché non ne abbia adottati quaranta".

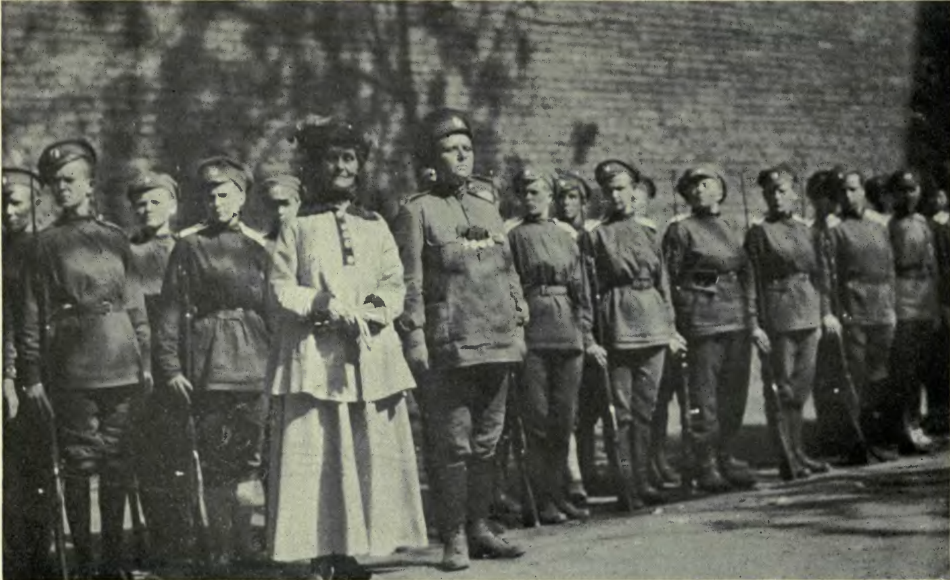
Emmeline in rassegna di uno dei Battaglioni femminili della morte. In primo piano, con l'uniforme, Marija Leont'evna Bočkarëva.

### Delegazione in Russia
Pankhurst visitò l'America del Nord nel principio del 1916 insieme all'ex "Segretario di Stato" serbo Čedomilj Mijatović, la cui nazione fu al centro dei combattimenti all'inizio della guerra. Si mossero per tutti gli Stati Uniti d'America e in Canada, raccogliendo denaro e sollecitando il governo statunitense a sostenere la Gran Bretagna e i suoi alleati della prima guerra mondiale.
Dopo meno di due anni gli Stati Uniti entrarono in guerra, allora Pankhurst vi tornò, incoraggiando le suffragette - che non avevano sospeso la loro militanza - a sostenere gli sforzi di guerra interrompendo immediatamente tutte le attività legate al voto. Parlò anche delle sue paure nei confronti del pericolo di un'insurrezione da parte del comunismo, che considerò sempre essere una grave minaccia per la democrazia.

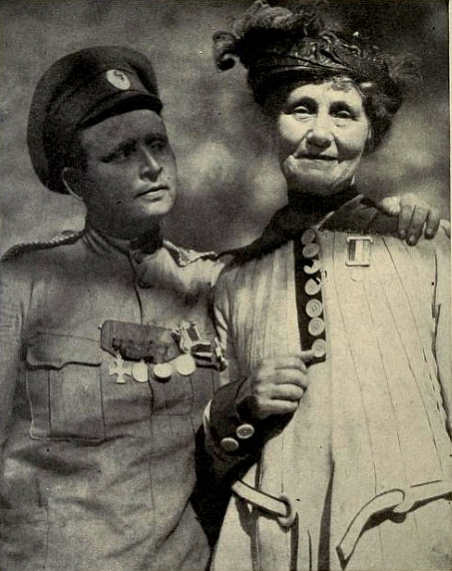
Marija Leont'evna Bočkarëva e Emmeline al principio del 1918.

Nel giugno del 1917 intanto la rivoluzione di febbraio aveva rafforzato il bolscevismo, che esortava a terminare la belligeranza. L'autobiografia di Pankhurst venne tradotta e fu ampiamente letto in tutta la Russia; ella vide da questo fatto un'immensa opportunità per esercitare pressioni sul popolo russo. Sperò di convincerli a non accettare le condizioni di pace imposte dall'impero tedesco, che vide come una potenziale sconfitta anche per la Gran Bretagna.
Il primo ministro del Regno Unito David Lloyd George accettò di sponsorizzare il suo viaggio in Russia, che cominciò in giugno. Dichiarò davanti ad una folla accorsa: "sono venuta fino a Pietrogrado con una preghiera della nazione inglese alla nazione russa, affinché tu possa continuare la guerra da cui dipende il destino futuro della civiltà e della libertà".
La risposta della stampa rimase divisa tra la sinistra politica e la destra; la prima la rappresentò come un mero strumento del capitalismo, mentre la seconda non mancò di elogiare il suo devoto patriottismo.
Nel mese di agosto incontrò Aleksandr Fëdorovič Kerenskij, l'allora primo ministro russo. Anche se era stata attiva con l'ILP orientato verso il socialismo negli anni passati, Pankhurst aveva cominciato a vedere la politica di sinistra come estremamente sgradevole, un atteggiamento che si intensificò sempre di più mentre si trovava in territorio russo.
L'incontro risultò assai scomodo per entrambe le parti; ella ritenne di non essere in grado di apprezzare il conflitto di classe su cui si basava la politica russa in quel momento. Concluse dicendogli che le donne inglesi non avevano niente da insegnare alle donne russe. Più tardi dichiarò al New York Times che il comunismo rappresentava la "più grande frode dei tempi moderni" e che il suo governo avrebbe potuto "distruggere l'intera civiltà occidentale".

## Realizzazione del suffragio (1918)
Quando tornò dalla Repubblica Socialista Federativa Sovietica Russa Pankhurst fu lieta di scoprire che il diritto di voto per le donne era finalmente in procinto di diventare realtà. La "Representation of the People Act 1918" rimosse le restrizioni di proprietà sul suffragio maschile e concesse il voto alle donne di età superiore ai 30 anni (con diverse restrizioni).
Come suffragiste e suffragette oramai celebri e preparate per il loro imminente tragitto elettorale, scoppiò una nuova scissione sulla questione se le organizzazioni politiche delle donne si dovessero unire o meno a quelle stabilite dagli uomini. Molti socialisti e moderati sostennero l'unità dei sessi nella politica, ma Emmeline e Christabel Pankhurst videro invece nel rimanere separati un'idea migliore. Ricostituirono la WSPU come "Partito delle donne", ancora aperto solo alle donne.
Dissero: "possono servire meglio la nazione tenendoci lontane dagli apparati e dalle tradizioni politiche del partito maschile che, con il consenso universale, ha sempre lasciato così tanto a desiderare". Il partito favorì la parità legale nel contratto matrimoniale, la parità di retribuzione per uguale lavoro svolto e le pari opportunità di lavoro per le donne. Tuttavia, tutte queste questioni costituivano argomento di dibattito per l'epoca del dopoguerra.
Mentre i combattimenti continuavano, il "Partito delle donne" non chiese alcun compromesso sulla sconfitta dell'impero tedesco; la rimozione dal governo di chiunque avesse rapporti familiari con i tedeschi o atteggiamenti pacifisti; infine richiesero le ore di lavoro più corte per prevenire gli scioperi del sindacato. Quest'ultima proposta nella piattaforma del partito era destinata a scoraggiare il potenziale interesse per il bolscevismo, nei confronti del quale Pankhurst si dimostrò essere sempre più ansiosa e preoccupata.

## Attività post-guerra
Negli anni dopo l'Armistizio di Compiègne del 1918 Pankhurst continuò a promuovere la sua visione nazionalista dell'unità britannica. Mantenne focalizzata la sua attenzione sull'empowerment delle donne, ma i suoi giorni di lotta contro il governo terminarono ufficialmente: ella difese a questo punto la presenza e l'importanza dell'Impero britannico: 
Per anni viaggiò in giro per l'Inghilterra e l'America del Nord, sempre sostenendo l'impero britannico e avvertendo il pubblico sui pericoli insiti nel bolscevismo.

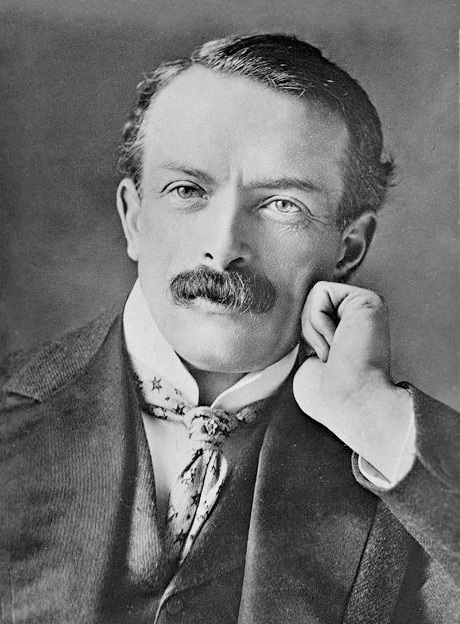
Il primo ministro britannico David Lloyd George non mancò di elogiare Pankhurst e il partito femminile: "hanno combattuto l'elemento bolscevico e del pacifismo con grande abilità, tenacia e coraggio".

Emmeline Pankhurst divenne anche nuovamente attiva nella campagna elettorale dopo l'approvazione un disegno di legge che consentiva alle donne di concorrere per la Camera dei Comuni. Molti membri del "Partito delle donne" sollecitarono Pankhurst a candidarsi per le elezioni, ma ella insistette sul fatto che fosse invece Christabel Pankhurst la scelta migliore. Infaticabile nella campagna elettorale per la figlia, costituì un gruppo di pressione perché il primo ministro David Lloyd George fosse sostenuto e ad un certo punto fece un discorso appassionato sotto la pioggia. Christabel perse con un margine molto sottile contro il candidato del Partito Laburista, il risultato finale mostrò una differenza di appena 775 voti. Un biografo la definì "la delusione più amara della vita di Emmeline". Il Partito delle donne scomparve subito dopo.
Come risultato dei suoi numerosi viaggi nell'America settentrionale Pankhurst divenne un'appassionata del Canada, affermando in un'intervista che "sembra che ci sia più uguaglianza tra gli uomini e le donne che in qualsiasi altro paese che conosco". Nel 1922 chiese l'autorizzazione canadese ad avere una proprietà (una condizione preliminare per lo status di "soggetto britannico con domicilio canadese") e affittò una casa a Toronto dove si trasferì con i suoi quattro figli adottivi.
Divenne attiva presso il "Canadian National Council for Combating Venereal Diseases (CNCCVD)", (Consiglio nazionale canadese per la lotta contro le malattie sessualmente trasmissibili-CNCCVD) lavorando contro il doppio standard sessuale, che Pankhurst considerò sempre particolarmente dannoso per le donne. Durante un tour compiuto a Bathurst il sindaco le mostrò un nuovo edificio che sarebbe diventato la "Casa per le donne cadute". Pankhurst rispose: "ah, ma dove si trova la tua casa per gli uomini caduti?" Tuttavia, molto presto si stancò dei lunghi inverni canadesi e finì di guadagnare soldi. Ritornò in Inghilterra alla fine del 1925.
Di nuovo a Londra Emmeline venne visitata da Sylvia Pankhurst, che non aveva più veduto la madre negli ultimi anni. La loro politica era diventata oramai molto diversa e Sylvia viveva, non sposata, con un esponente dell'anarchismo in Italia. Sylvia descrisse un momento di affetto familiare quando si incontrarono, seguiti da una triste distanza intercorsa tra loro. La figlia adottiva di Emmeline, Mary, tuttavia ricordò diversamente l'incontro; secondo la sua versione Emmeline posò il suo tè e camminò in silenzio fuori dalla stanza lasciando Sylvia in lacrime. Christabel Pankhurst, nel frattempo, si era convertita all'avventismo e dedicò gran parte del suo tempo alla Chiesa. La stampa britannica fece talvolta luce sui vari percorsi seguiti dalla famiglia una volta praticamente indivisibile.
Nel 1926 Pankhurst si unì al Partito Conservatore e due anni dopo fu candidata per un posto al Parlamento del Regno Unito a "Whitechapel e Saint George's". La sua trasformazione da sostenitrice infuocata dell'ILP dal radicalismo smascherante a membro ufficiale del Partito Conservatore britannico sorprese molte persone. Lei rispose in modo sintetico: "la mia esperienza di guerra e la mia esperienza dall'altra parte dell'Oceano Atlantico hanno cambiato notevolmente le mie opinioni".
I suoi biografi insistono sul fatto che la mossa fu alquanto più complessa; lei si dedicò ad un programma di empowerment femminile e di feroce anticomunismo. Sia il Partito Liberale che quello Laburista si rivelarono indignati per il suo lavoro svolto contro di loro nel WSPU, mentre il Partito conservatore ebbe una vittoria da record dopo la prima guerra mondiale ed una maggioranza significativa nel 1924. L'adesione di Pankhurst al Partito Conservatore potrebbe aver avuto tanto a che fare con il suo obiettivo di ottenere il voto per le donne come con l'ideologia.

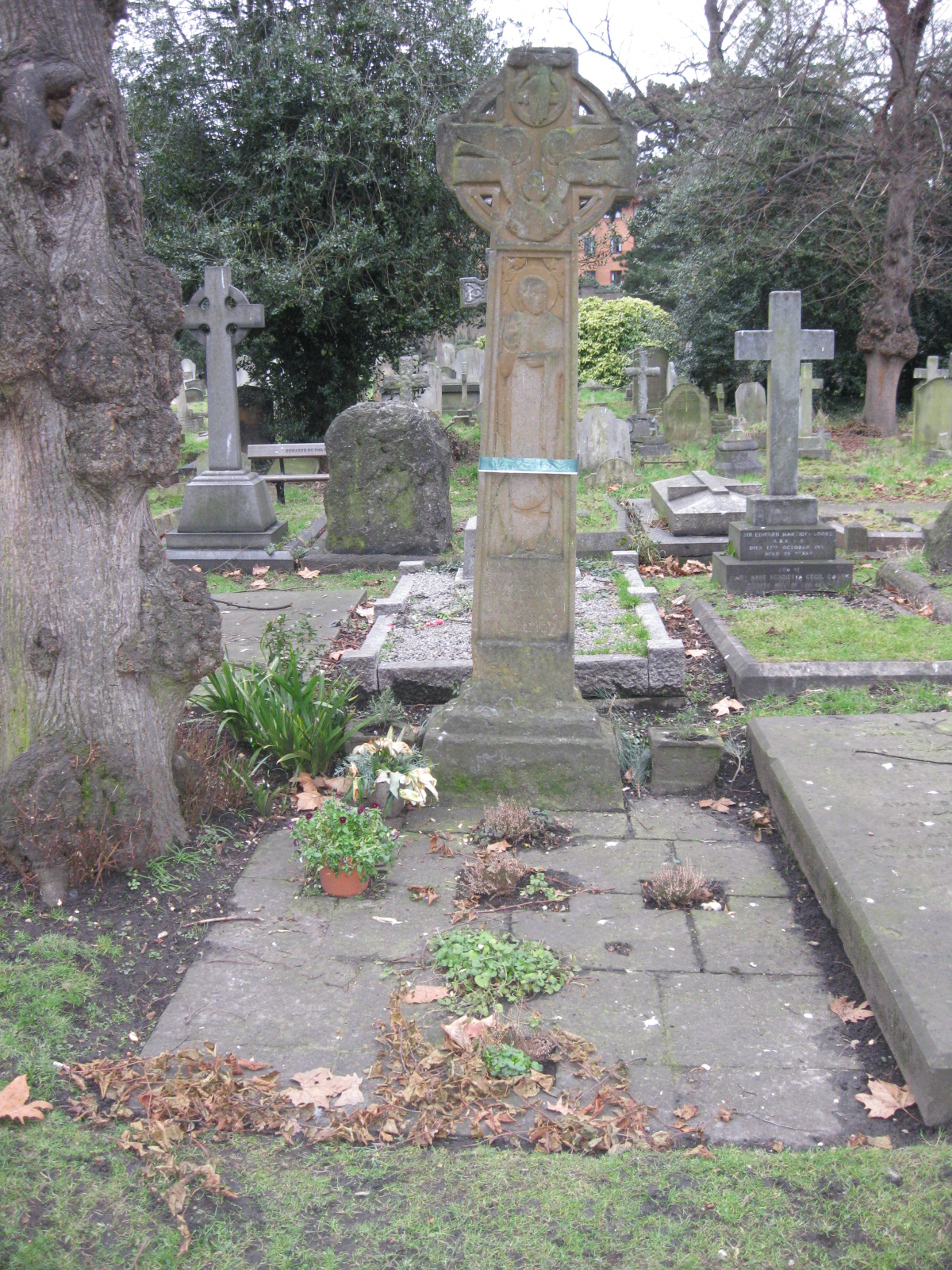
La tomba di Emmeline al Brompton Cemetery.

## Malattia e morte
La campagna elettorale di Emmeline Pankhurst per ottenere un posto al Parlamento del Regno Unito fu preceduta dalla sua malattia e da uno scandalo finale che coinvolse Sylvia Pankhurst. Gli anni di viaggi, conferenze, prigionia e di sciopero della fame reclamarono il loro tributo; la stanchezza e la malattia divennero regolarmente parte della vita di Pankhurst.
Ancora più dolorosa, tuttavia, fu la notizia scoppiata nell'aprile del 1928 che Sylvia aveva partorito al di fuori del matrimonio. Aveva chiamato il figlio Richard Keir Pethick Pankhurst, in memoria rispettivamente del padre, del suo compagno dell'ILP e della sua collega della WSPU. Emmeline rimase ulteriormente scossa nel vedere un rapporto giornalistico statunitense il quale dichiarava che "Miss Pankhurst" — un titolo normalmente riservato a Christabel Pankhurst — si vantava del suo figlio come di un trionfo dell'eugenetica, in quanto entrambi i genitori erano sani e intelligenti.
Sempre nello stesso articolo Sylvia parlò anche della sua convinzione che "il matrimonio senza alcun sindacato legale" fosse l'opzione migliore per le donne liberate. Questi reati contro la dignità sociale che Pankhurst aveva sempre valorizzato devastarono l'anziana donna; a peggiorare le cose, molte persone credettero che la "Miss Pankhurst" citata nei titoli dei giornali si riferisse a Christabel. Dopo aver sentito la notizia, Emmeline trascorse un giorno intero piangendo; la sua campagna per il parlamento si era conclusa con lo scandalo.
Mentre la sua salute andava sempre peggiorando Emmeline Pankhurst si trasferì in una residenza sanitaria assistenziale ubicata ad Hampstead, chiedendo di essere curata dallo stesso medico che l'assistette durante i suoi scioperi della fame: il suo far utilizzo della lavanda gastrica l'aveva aiutata a sentirsi meglio mentre si trovava in prigione e la pretese anche ora.
Le sue infermiere sembrarono sicure che lo shock provocato da un tale trattamento l'avrebbe ferita gravemente, ma Christabel si sentì obbligata a far esaudire la richiesta della madre. Prima che fosse possibile eseguire la procedura, tuttavia, cadde in una condizione critica da cui nessuno si aspettava che si potesse più riprendere. Giovedì 14 giugno 1928 Pankhurst morì, all'età di 69 anni. Fu interrata nel Brompton Cemetery situato a Kensington e Chelsea.

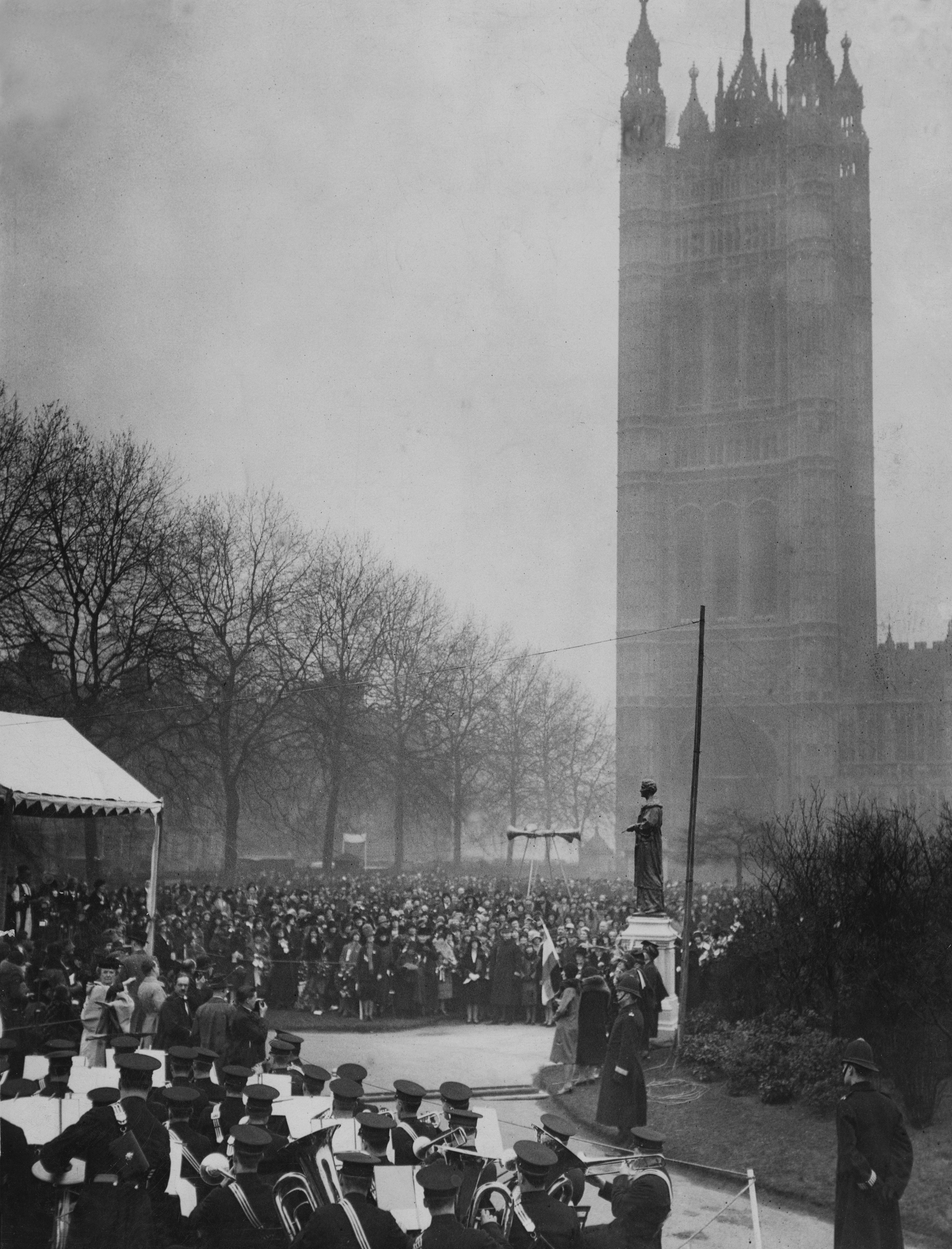
Celebrazioni davanti alla statua dedicata ad Emmeline nel 1930.

## Eredità spirituale
La notizia della morte di Emmeline Pankhurst venne annunciata in tutto il paese ed ampiamente pubblicizzata in America del Nord. Il suo servizio funebre celebrato il 18 giugno fu pieno dei suoi ex colleghi dell'WSPU e di tutti coloro che avevano lavorato accanto a lei in varie occasioni. Il Daily Mail descrisse la processione come quella di «un generale morto in mezzo al suo un esercito in lutto.»
Le donne indossavano fasce e nastri dell'WSPU e la bandiera dell'organizzazione venne portata a fianco della Bandiera del Regno Unito. Christabel e Sylvia apparvero insieme al servizio, quest'ultima assieme con il figlio. Adela non partecipò. La copertura della stampa giunse in tutto il mondo e riconobbe il suo lavoro instancabile per favorire il diritto di voto per le donne, anche se furono d'accordo sul valore dei suoi effettivi contributi. Il New York Herald Tribune la chiamò «l'agitatrice politica e sociale più notevole della prima parte del XX secolo e la protagonista supremo della campagna per l'eleggibilità elettorale delle donne.»

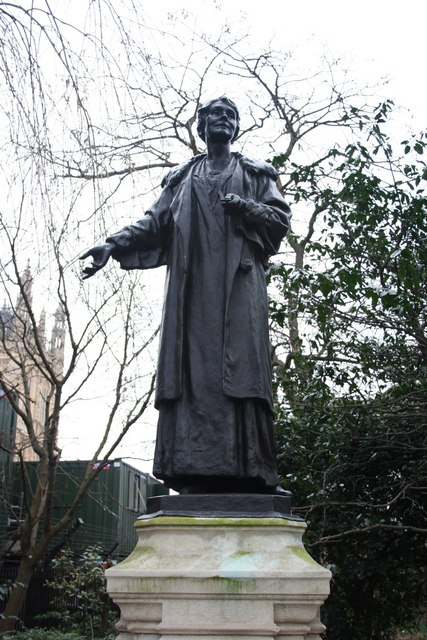
La statua dedicata a Pankhurst venne eretta con una velocità insolita, come non mancò di rilevare il New York Times: "mentre è noto il passaggio dal martirio ai memoriali scolpiti, il processo nel caso Pankhurst è stato insolitamente breve".

Poco dopo il funerale una delle sue guardie del corpo al tempo dei giorni al WSPU, Katherine Marshall, cominciò a raccogliere fondi per poter far erigere una statua commemorativa. Nella primavera del 1930 questi sforzi portarono i suoi frutti e il 6 marzo fu scoperta la statua ai Victoria Tower Gardens. Una folla di radicali, ex sufragette e dignitari nazionali vi si riunirono attorno, come ex primo ministro del Regno Unito Stanley Baldwin il quale presentò il memoriale al pubblico. Nel suo discorso, Baldwin dichiarò: "io dico senza paura di essere contraddetto che, qualunque sia la prospettiva da cui la si guardi, la signora Pankhurst ha ottenuto per se stessa una memoria nel tempio della fama che dura per sempre".
Sylvia fu l'unica figlia di Pankhurst a presenziare; Christabel, in viaggio nell'America del Nord, mandò un telegramma che venne letto ad alta voce. Durante la pianificazione della cerimonia Marshall escluse intenzionalmente Sylvia, che a suo avviso aveva affrettato la morte della madre.
Nel corso del XX secolo il contributo dato da Emmeline Pankhurst al movimento per il suffragio femminile è stato discusso con passione e nessun consenso unanime è stato mai raggiunto. Le sue figlie Sylvia e Christabel soppesavano con i propri rispettivi libri, sprezzanti e lusinghieri, l'importanza del loro tempo passato nella lotta. Il libro del 1931 di Sylvia, The Suffrage Movement, descrive il cambiamento politico di sua madre all'inizio della prima guerra mondiale come l'inizio di un tradimento della sua famiglia (in particolare di suo padre) e del movimento tutto.
Ella ha impostato il tono assecondando gran parte della sua storia nel socialismo e nell'attivismo scrivendo sul WSPU e ha soprattutto solidificato la reputazione di Emmeline Pankhurst come un autocratico irragionevole. Christabel in Unshackled: The Story of How We Won the Vote' (Unshackled: La storia di come abbiamo conquistato il voto), pubblicato nel 1959, dipinge la madre generosa e altruista ma afflitta da un difetto, quello di offrirsi completamente alle più nobili cause. Ha fornito una controparte simpatica agli attacchi di Sylvia e ha continuato la discussione oramai polarizzata; la valutazione distaccata e oggettiva è stata raramente parte del lavoro di studio su Pankhurst.

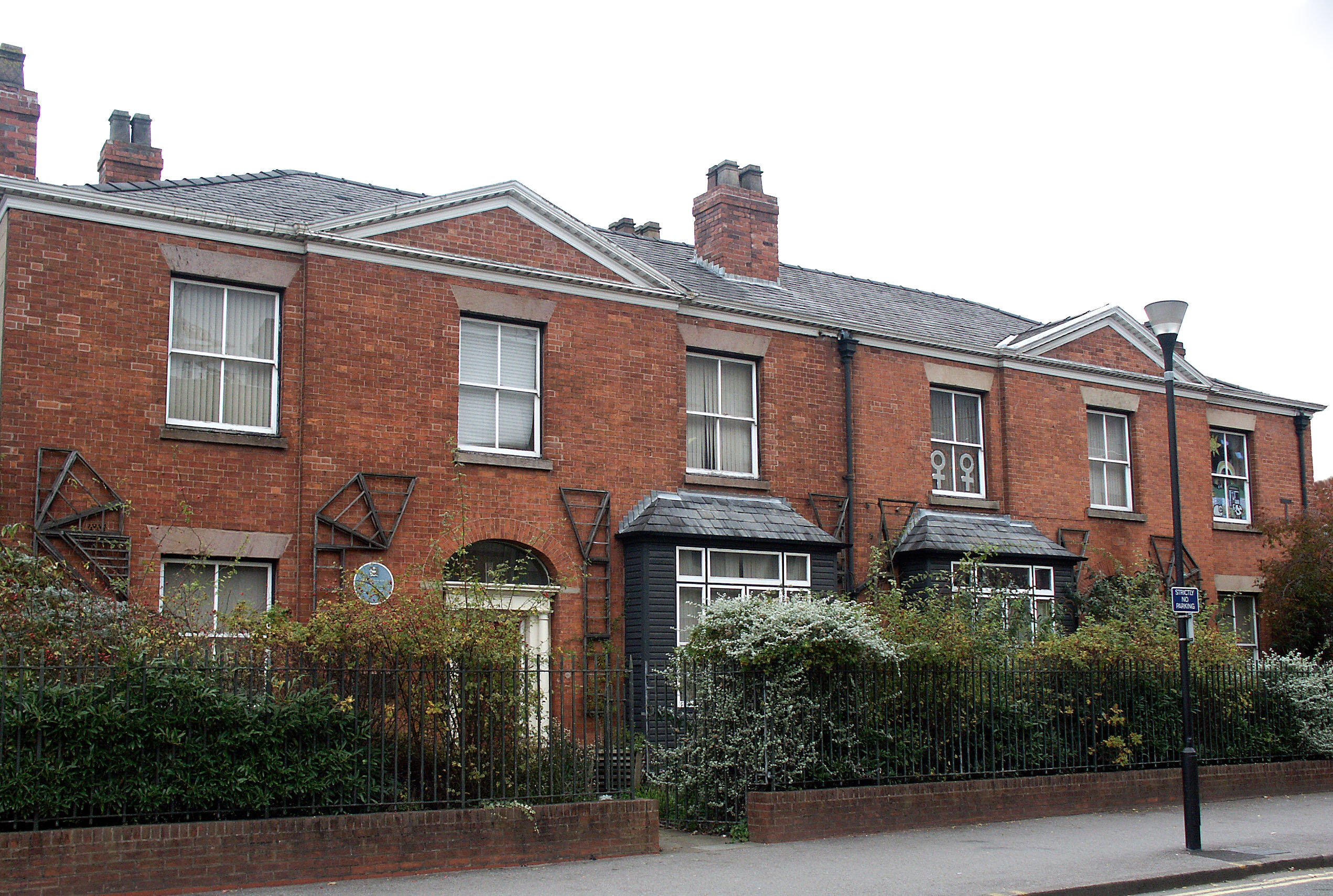
Il "Pankhurst Centre" a Manchester, l'ex abitazione di Emmeline dove venne fondata la WSPU.

Le più recenti biografie dimostrano che anche gli storici differiscono in proposito, se cioè la militanza di Emmeline Pankhurst abbia aiutato o semmai ferito il movimento; tuttavia, vi è un accordo generale sul fatto che il WSPU ha suscitato la consapevolezza pubblica del movimento in modi che si sono rivelati essenziali. Baldwin l'ha paragonata a Martin Lutero e a Jean-Jacques Rousseau: individui che non erano al vertice dei movimenti in cui hanno preso parte, ma che tuttavia hanno svolto un ruolo cruciale nelle lotte di riforma sociale e politica. Nel caso di Pankhurst, questa riforma si è svolta sia in modo intenzionale che in modo involontario. Sfidando i ruoli di moglie e madre come docile compagna, Pankhurst ha aperto la strada per le femministe che avrebbero decretato il loro supporto all'impero britannico prima e ai valori sociali della sostenibilità poi.
L'importanza di Emmeline Pankhurst per il Regno Unito fu dimostrata nuovamente nel 1929, quando un suo ritratto venne aggiunto alla National Portrait Gallery. Nel 1987 una delle sue case a Manchester è stata aperta come "Centro Pankhurst", uno spazio per poter raccogliere tutte le donne del movimento e il museo annesso. Nel 2002 Pankhurst si è posizionata al 27º posto nel sondaggio svolto dalla BBC sui 100 britannici più importanti della storia (vedi 100 Greatest Britons).
Nel gennaio 2016, dopo una votazione pubblica, è stato annunciato che una statua di Emmeline Pankhurst sarebbe stata scoperta a Manchester entro il 2019; la prima donna onorata con una statua in città dai tempi della regina Vittoria del Regno Unito oltre 100 anni fa.
Helen Pankhurst, la bisnipote di Emmeline Pankhurst e la nipote di Sylvia Pankhurst lavora a tutt'oggi per i diritti delle donne. Insieme a sua figlia ha fondato "Olympic Suffragettes", che si occupa di numerose questioni relative ai diritti delle donne.

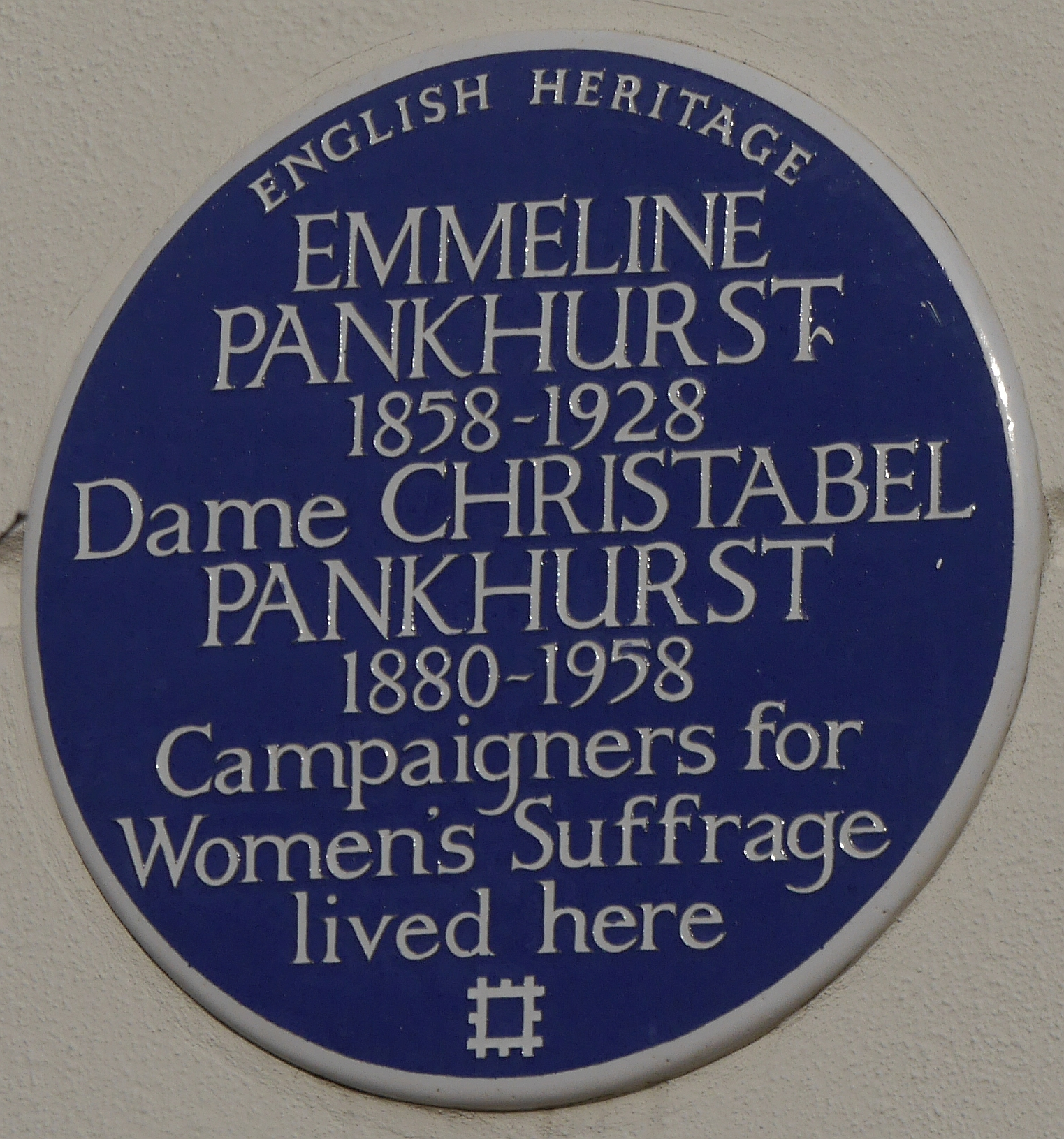
Targa dedicatoria per Emmeline e Christabel Pankhurst a Kensington e Chelsea.

## Nella cultura di massa
Pankhurst viene menzionata nei testi di "Sister Suffragette" cantati dalla signora Banks nel film cinematografico live action dei lungometraggi Disney intitolato Mary Poppins; la pellicola è ambientata nella Londra del periodo edoardiano, verso il 1910, contemporaneo quindi al movimento delle Suffragette.
La BBC ha drammatizzato la vita di Emmeline Pankhurst nella serie in sei parti Shoulder to Shoulder nel 1974, con l'attrice gallese Siân Phillips nel ruolo della protagonista.
Nel film Suffragette del 2015, Pankhurst, interpretata da Meryl Streep, appare in diverse scene.
Emmeline e Christabel Pankhurst vengono raffigurate come le leader fuggitive del WSPU nella trilogia graphic novel del 2015 intitolata Suffrajitsu: Mrs. Pankhurst's Amazons.

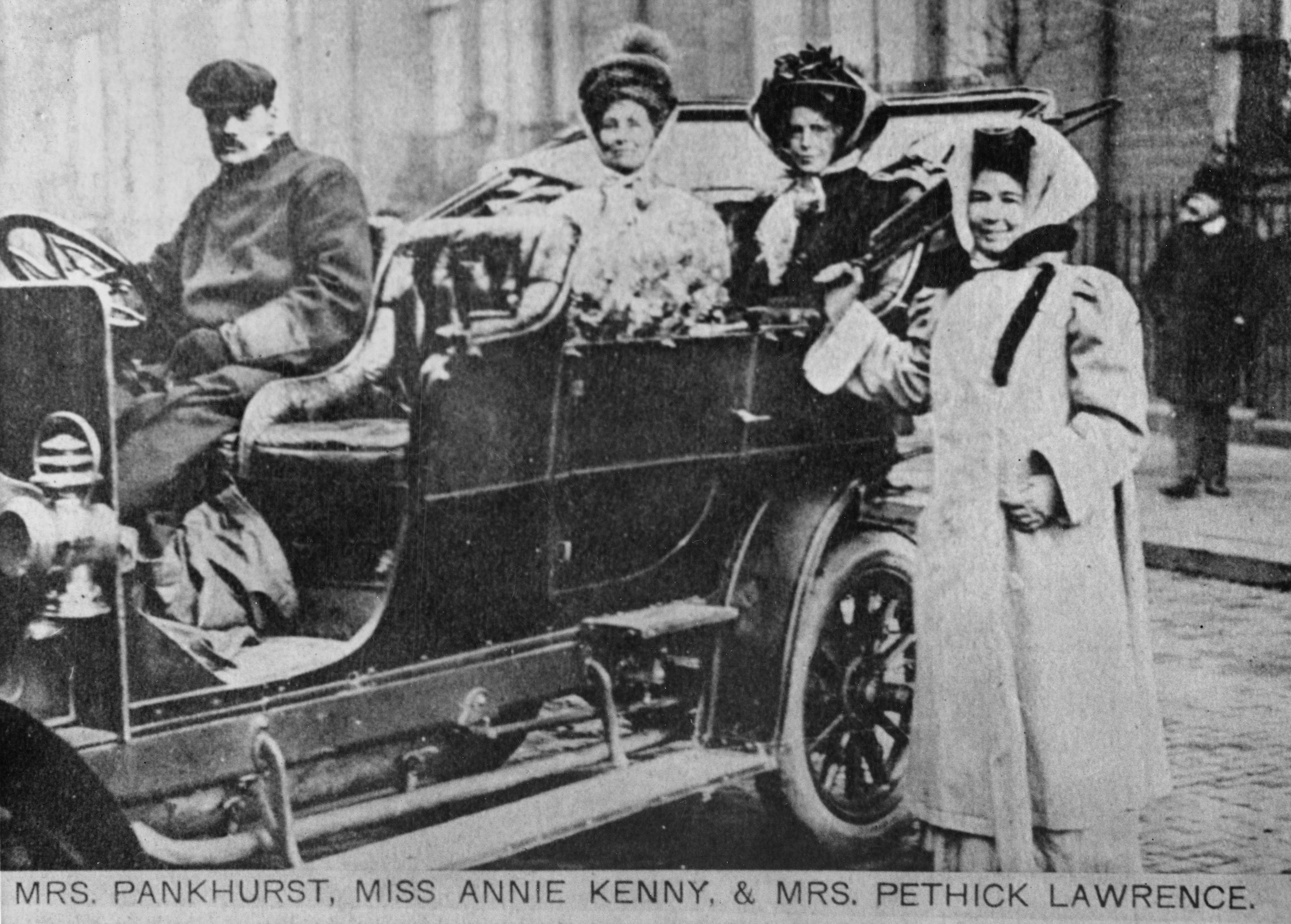
Emmeline Pankhurst, Annie Kenney e la baronessa Emmeline Pethick Lawrence.

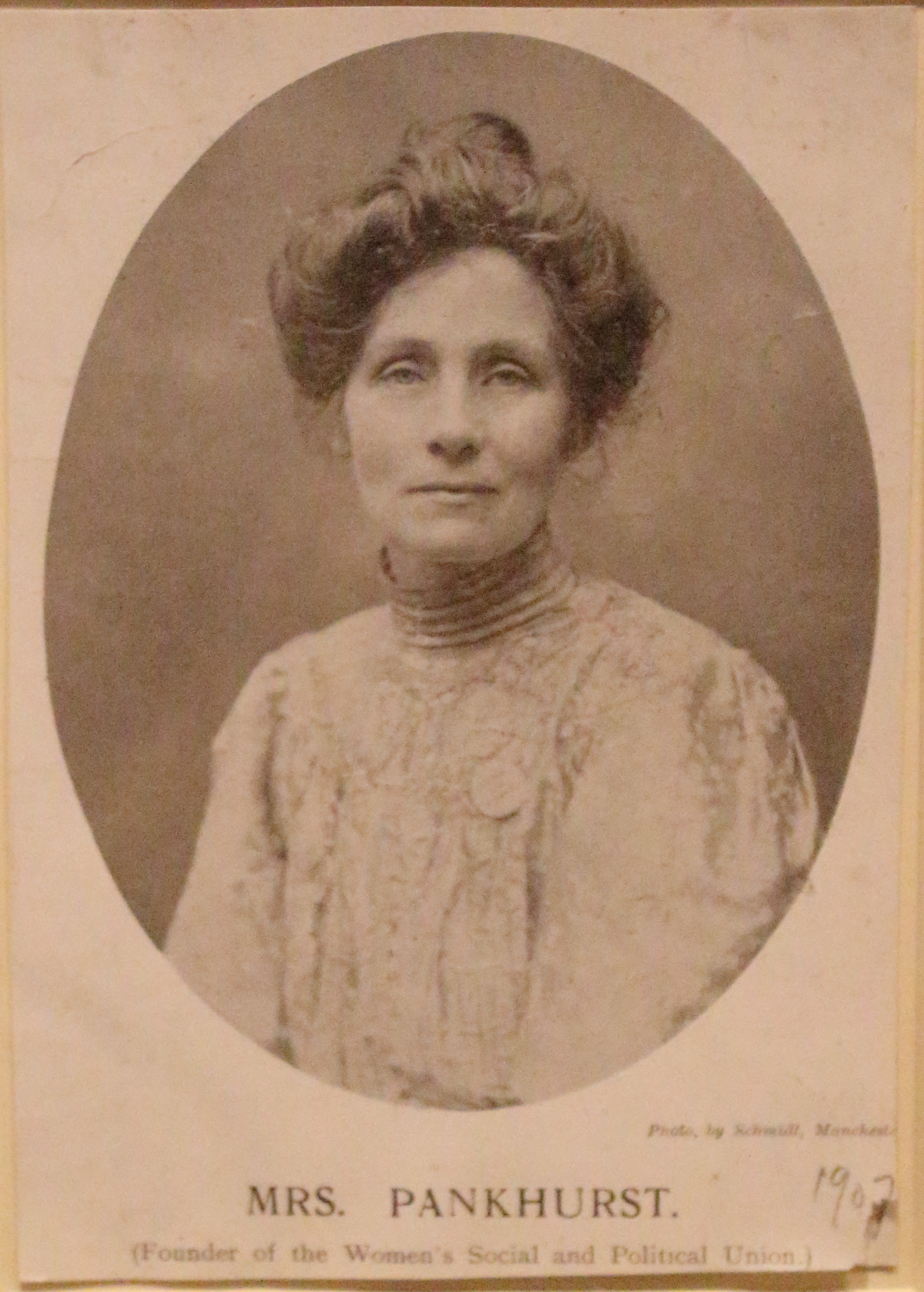
Cartolina fotografica che ritrae Emmeline nel 1907.

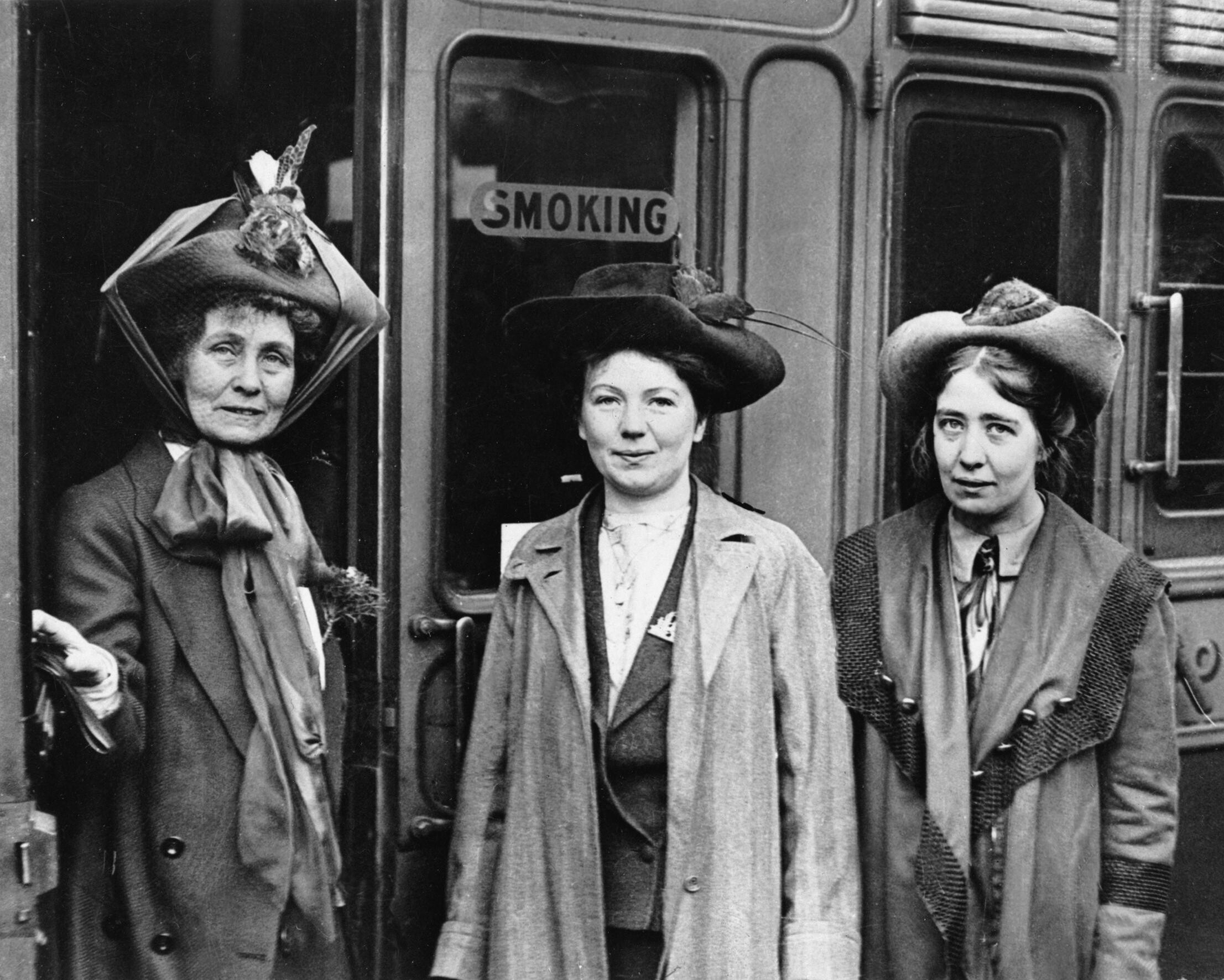
Foto di Emmeline con le sue due figlie, Christabel Pankhurst e Sylvia Pankhurst, alla stazione di London Waterloo. Emmeline andò a tenere una serie di conferenze e letture pubbliche in USA e in Canada (1911 o 1913).

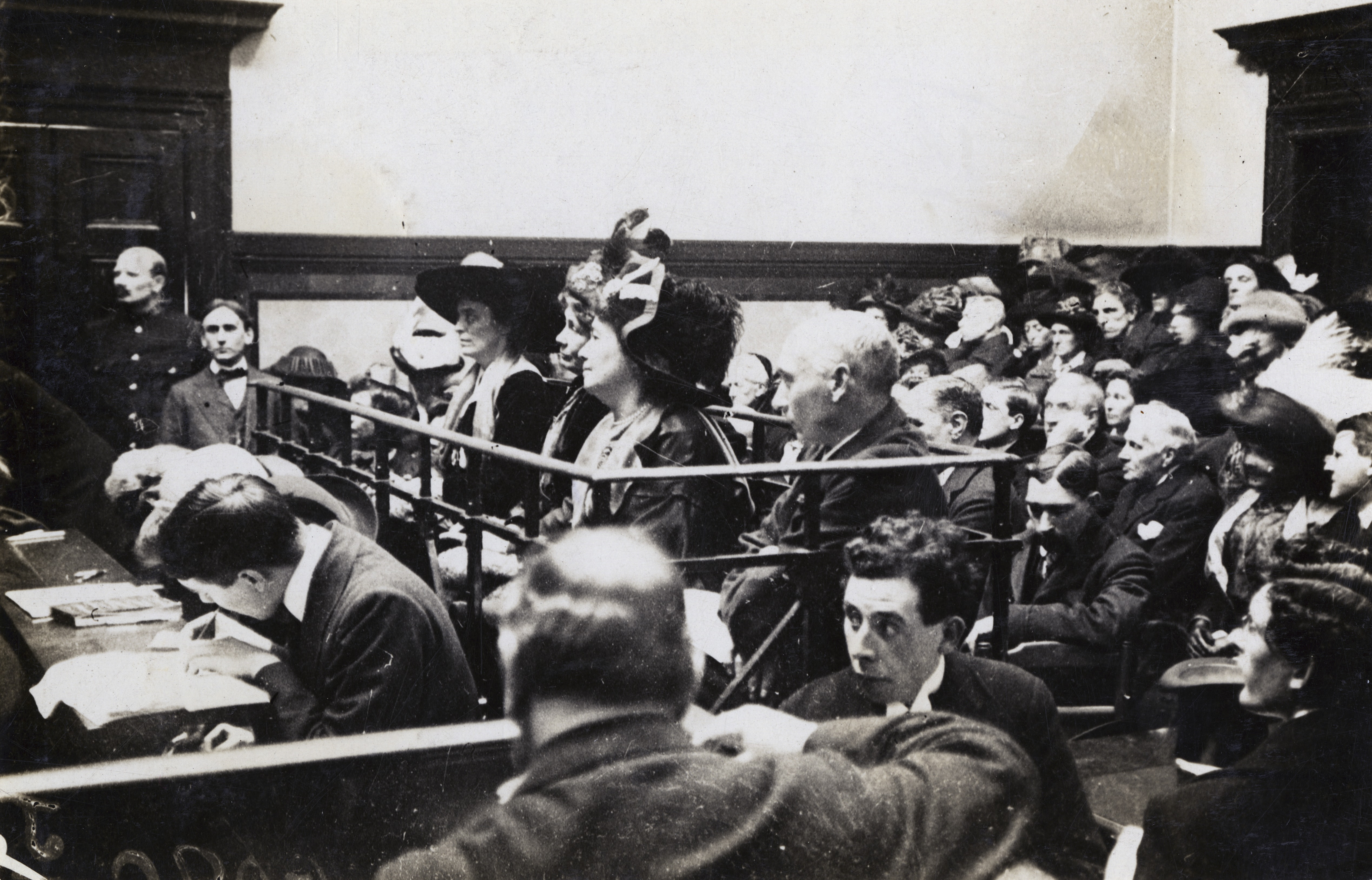
Emmeline, Frederick e Emmeline Pethick Lawrence davanti alla corte nel 1912.

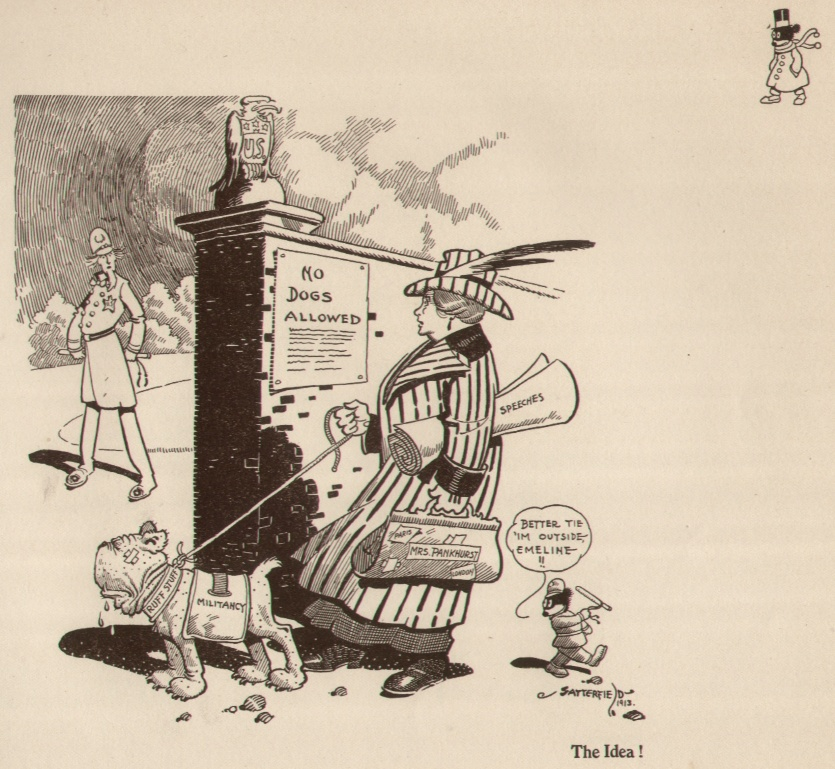
Satira giornalistica del 1913: come Emmeline Pankhurst - che porta con sé un fascio di discorsi e viene accompagnata dal suo cane fedele chiamato "Militancy" - si avvicina alla porta d'ingresso degli Stati Uniti d'America, vede che i cani non sono ammessi.